# Agave (geslacht)
Agave is zowel de Nederlandse als de botanische naam van een geslacht van succulente planten, die van nature voorkomen in Amerika. Er is weinig of geen overeenstemming over welke planten exact tot dit geslacht horen, of in welke familie het geslacht geplaatst moet worden. In het APG II-systeem (2003) is er de keuze tussen indeling in de familie Agavaceae of Asparagaceae. Het APG III-systeem (2009) kent deze keuze niet meer en plaatst het geslacht in de onderfamilie Agavoideae van de familie Asparagaceae.
Er bestaan vele soorten agave, waarvan de meeste van nature in Mexico voorkomen. De planten hebben in het algemeen dikke, vlezige bladeren die meestal bezet zijn met doornen langs de zijkant en eindigen in een scherpe punt.
Agaves groeien vrij traag en bloeien pas na vele jaren. Op dat moment groeit er een (in verhouding met de plant) zeer lange stengel uit de plant, waar bovenaan een groot aantal kleine bloemen komt. Agaves planten zich voornamelijk vegetatief voort met wortelstekken. De meeste agaves zijn monocarp, dat wil zeggen dat ze maar één keer bloeien en dan afsterven.
Sommige agavesoorten blijven vrij klein, maar de grootste soorten, waaronder de bekende Agave americana, kunnen meters hoog en breed worden. Deze soort is in het midden van de 16e eeuw ingevoerd in Europa en komt thans overal in het Middellandse Zeegebied voor. Een klein blijvende soort is Agave parviflora.

## Toepassingen
De bekendste toepassing is als zoetmiddel: agavesiroop. In Mexico wordt uit het sap de Mexicaanse nationale drank pulque bereid. Ook tequila wordt van het sap van een agavesoort (Agave tequilana) gemaakt. Het gegiste sap wordt daarvoor gedestilleerd, zodat het alcoholgehalte van het eindproduct toeneemt.
De vezels in de bladeren van de Agave sisalana en enkele andere soorten kunnen gebruikt worden voor het maken van touw en matten (sisal).

## Zie ook

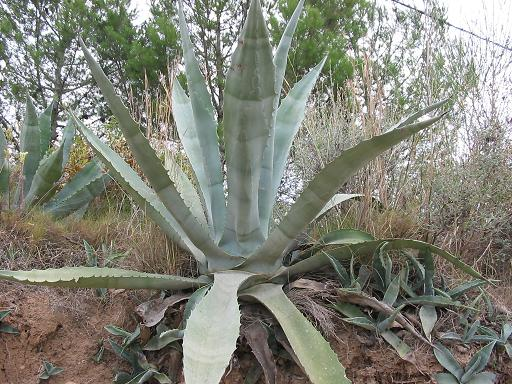
Agave americana – Honderdjarige aloë
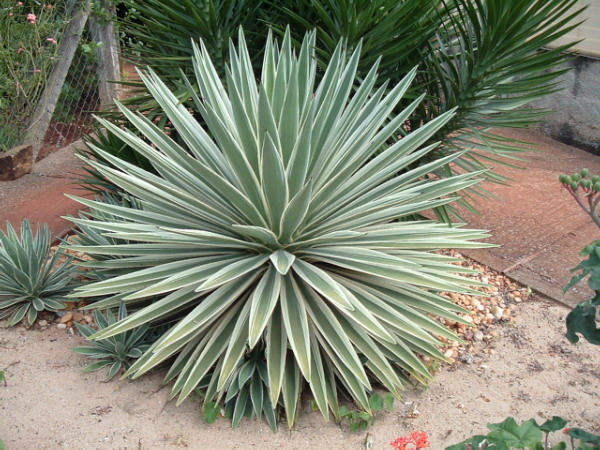
Agave angustifolia
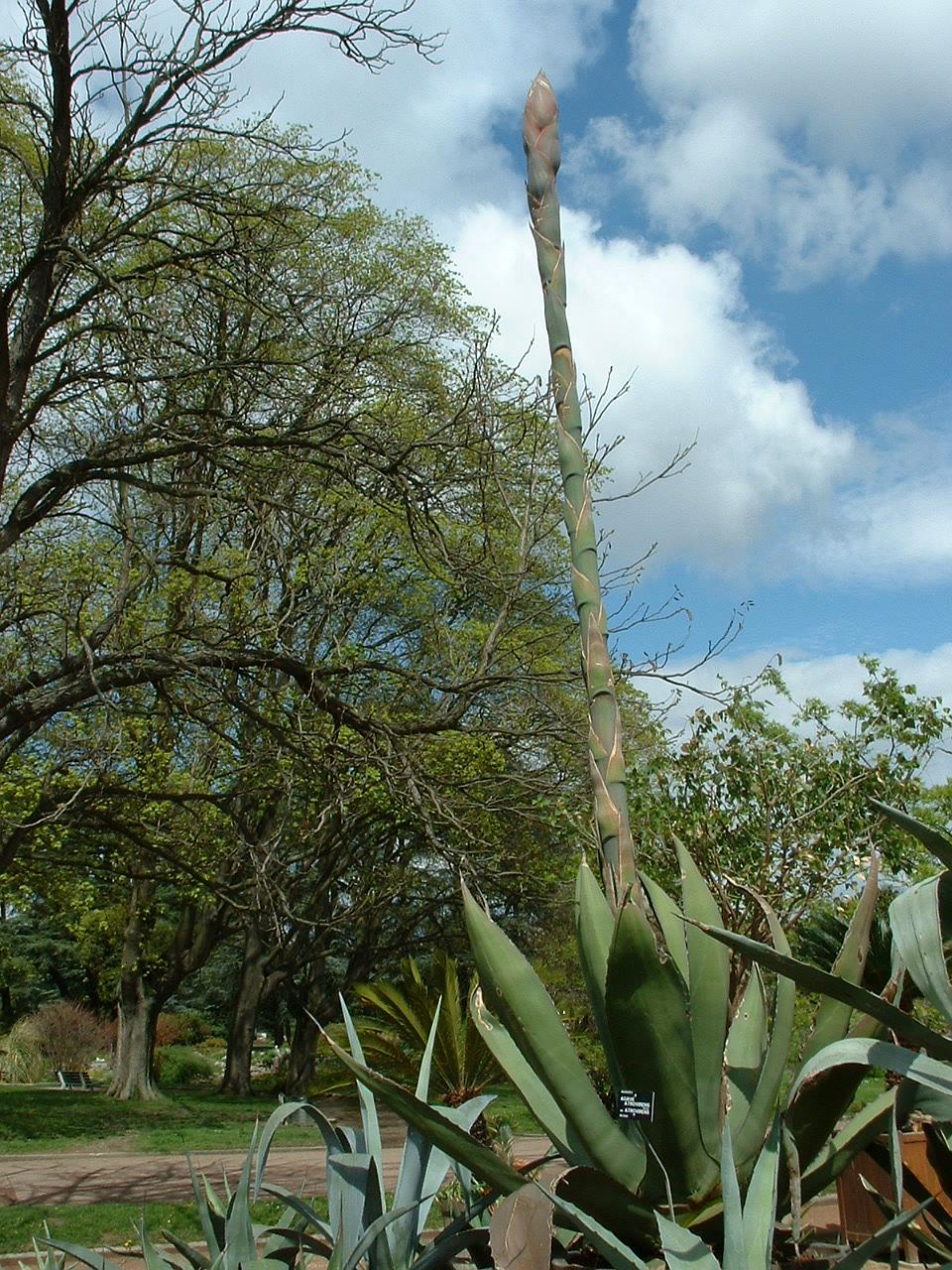
Agave atrovirens
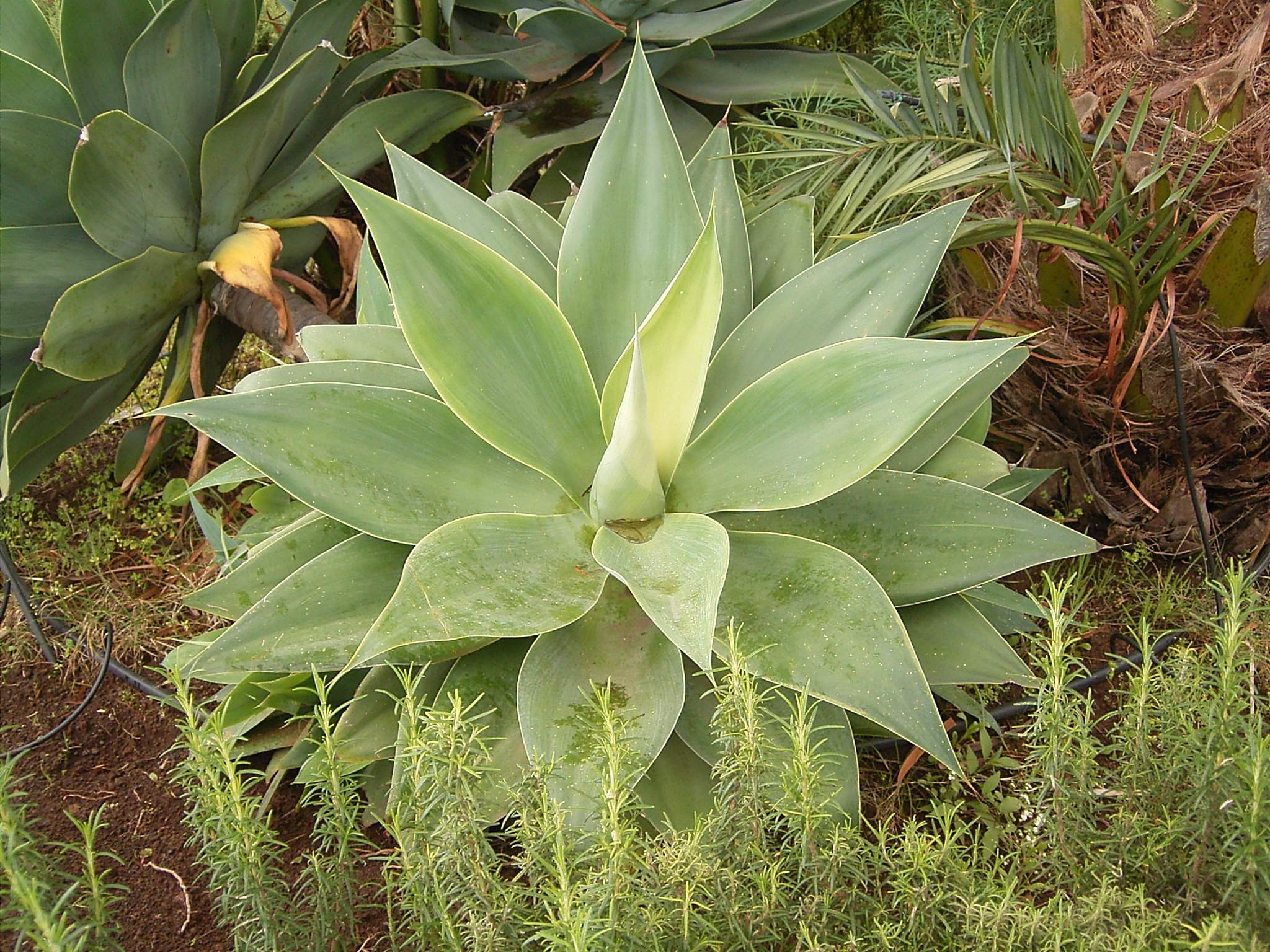
Agave attenuata – Zwanenhals- of vossenstaartagave
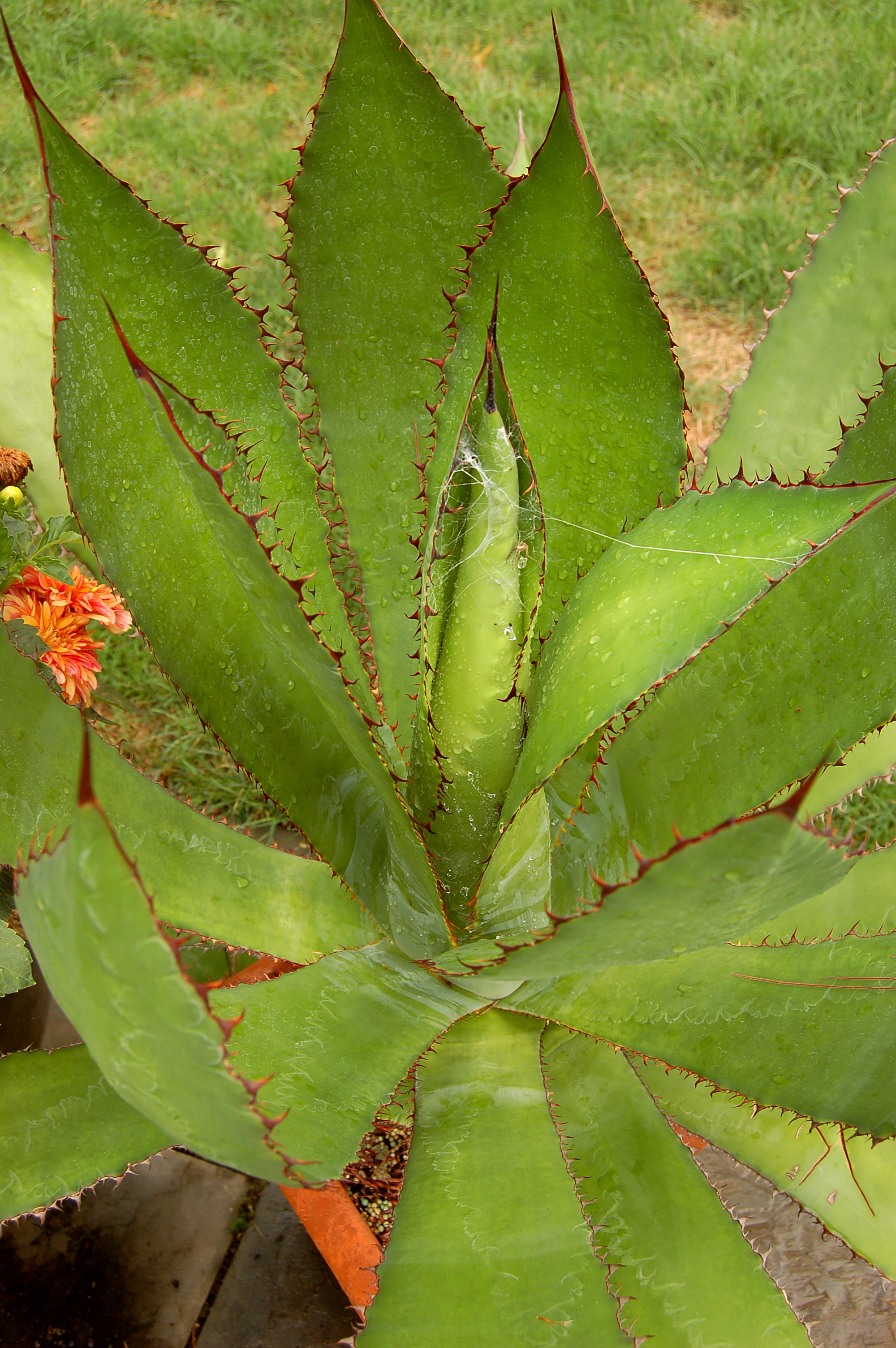
Agave bovicornuta
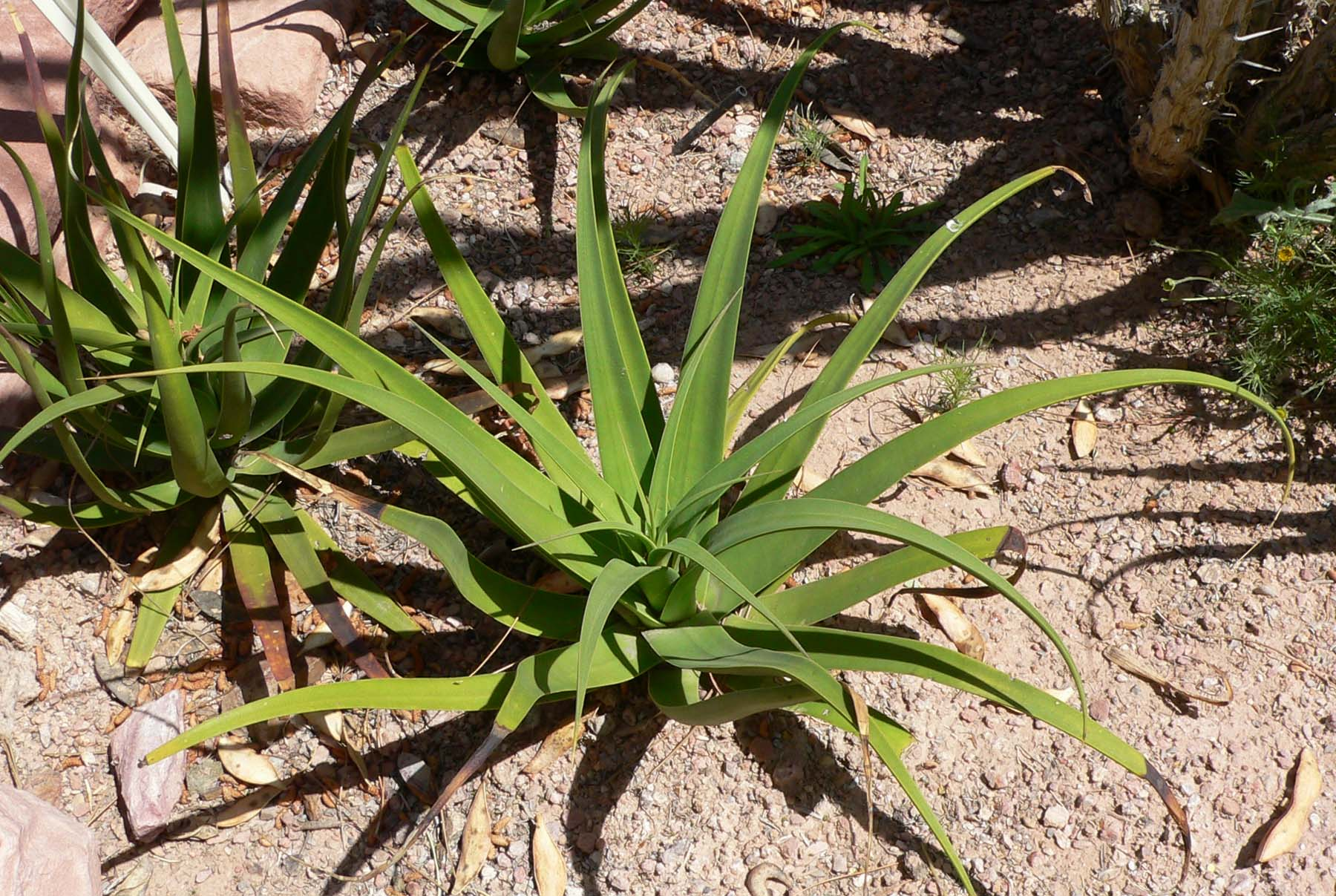
Agave bracteosa
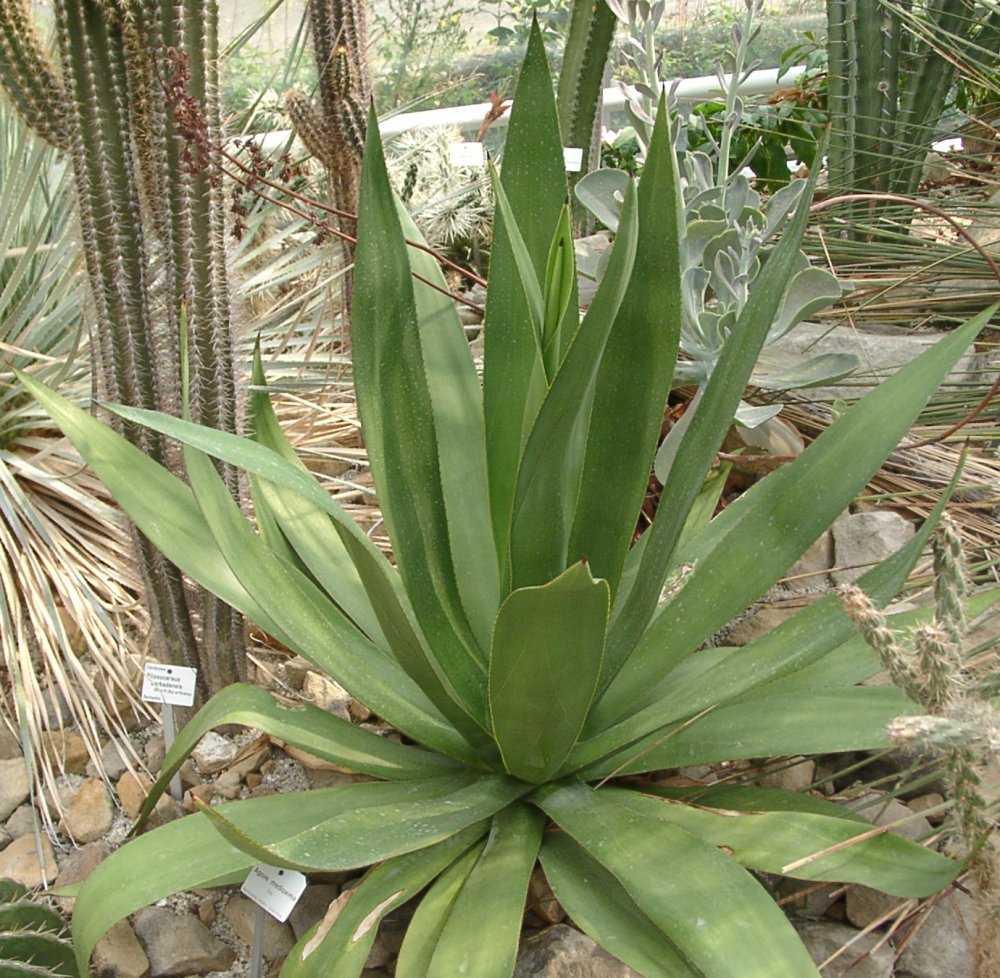
Agave caribaeicola
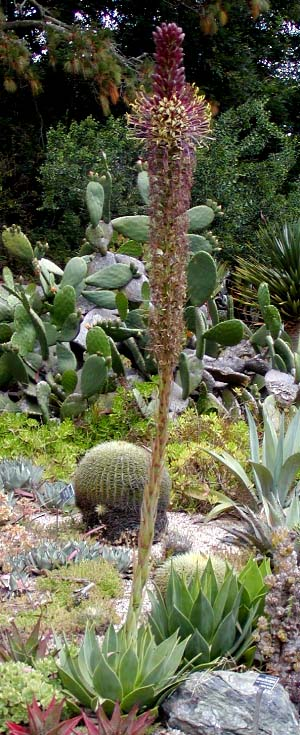
Agave chiapensis
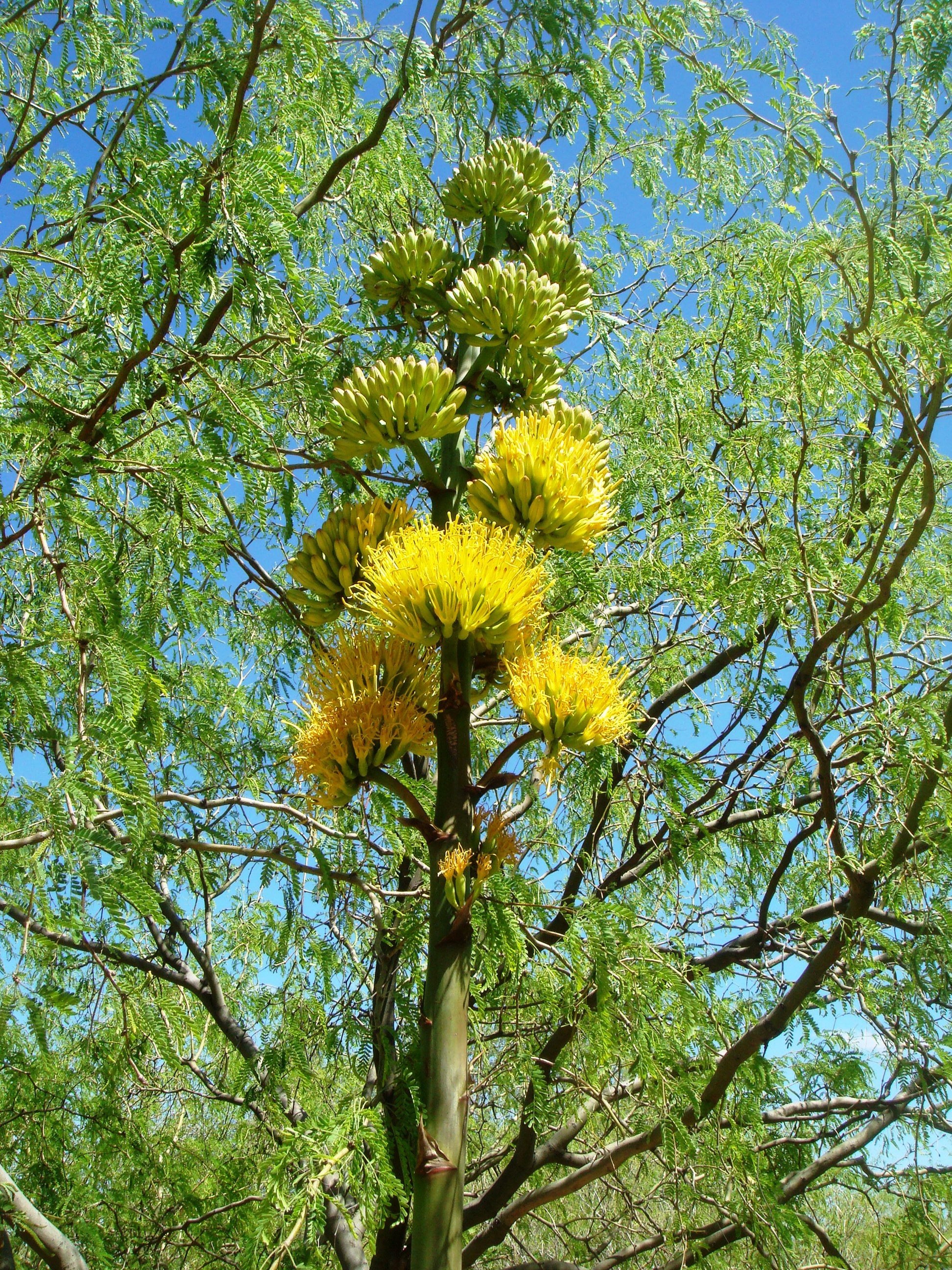
Agave chrysantha
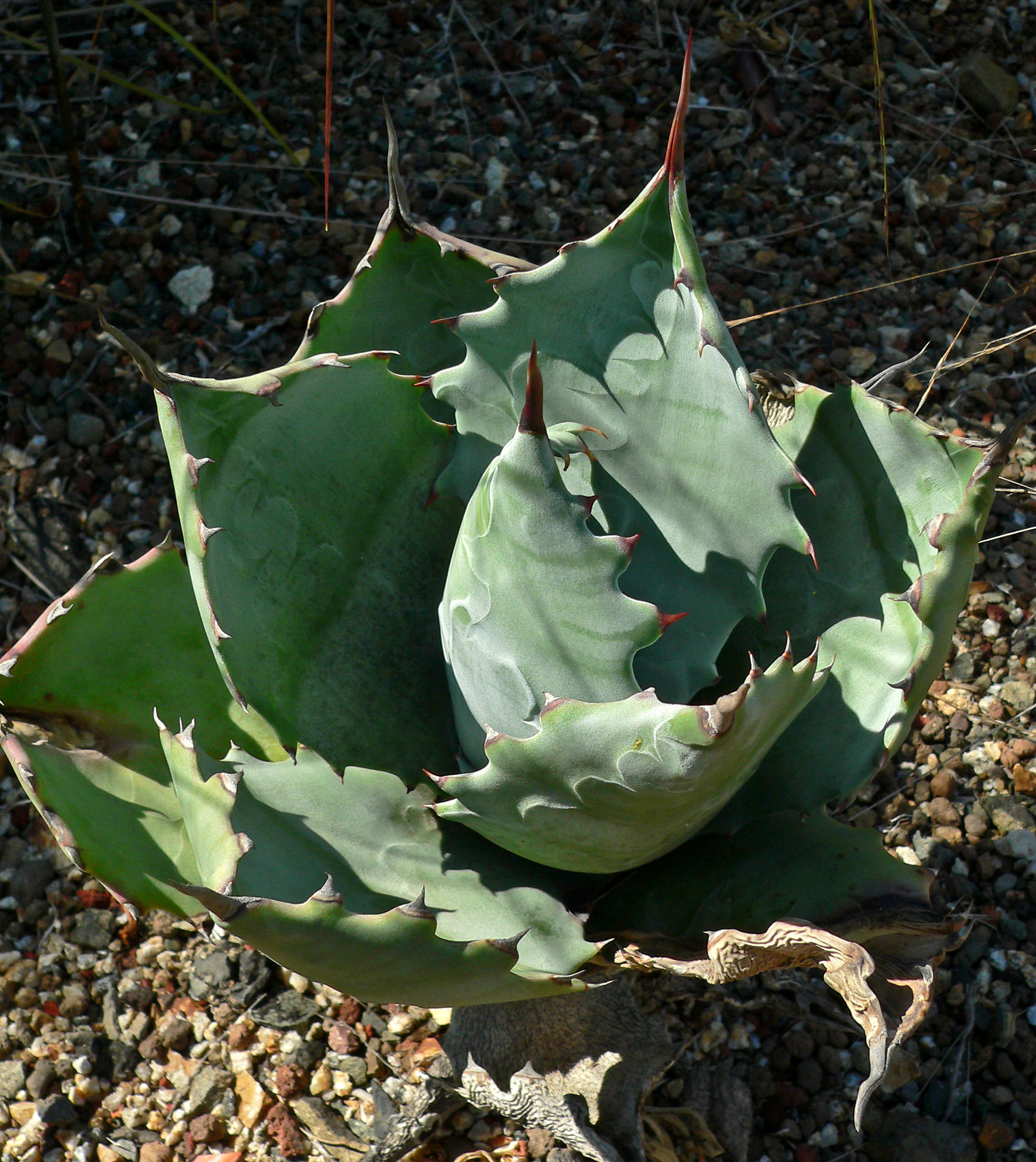
Agave colorata
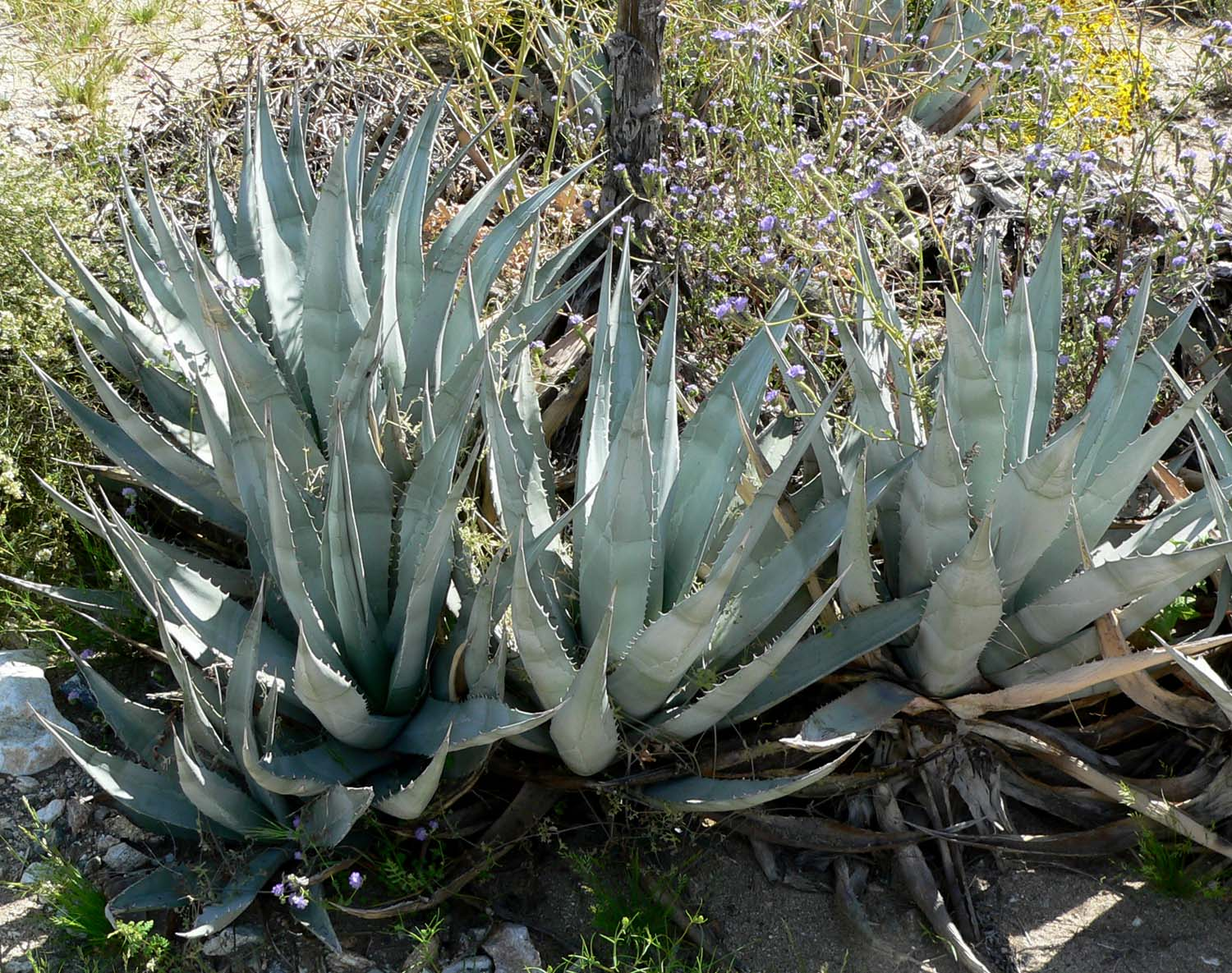
Agave deserti
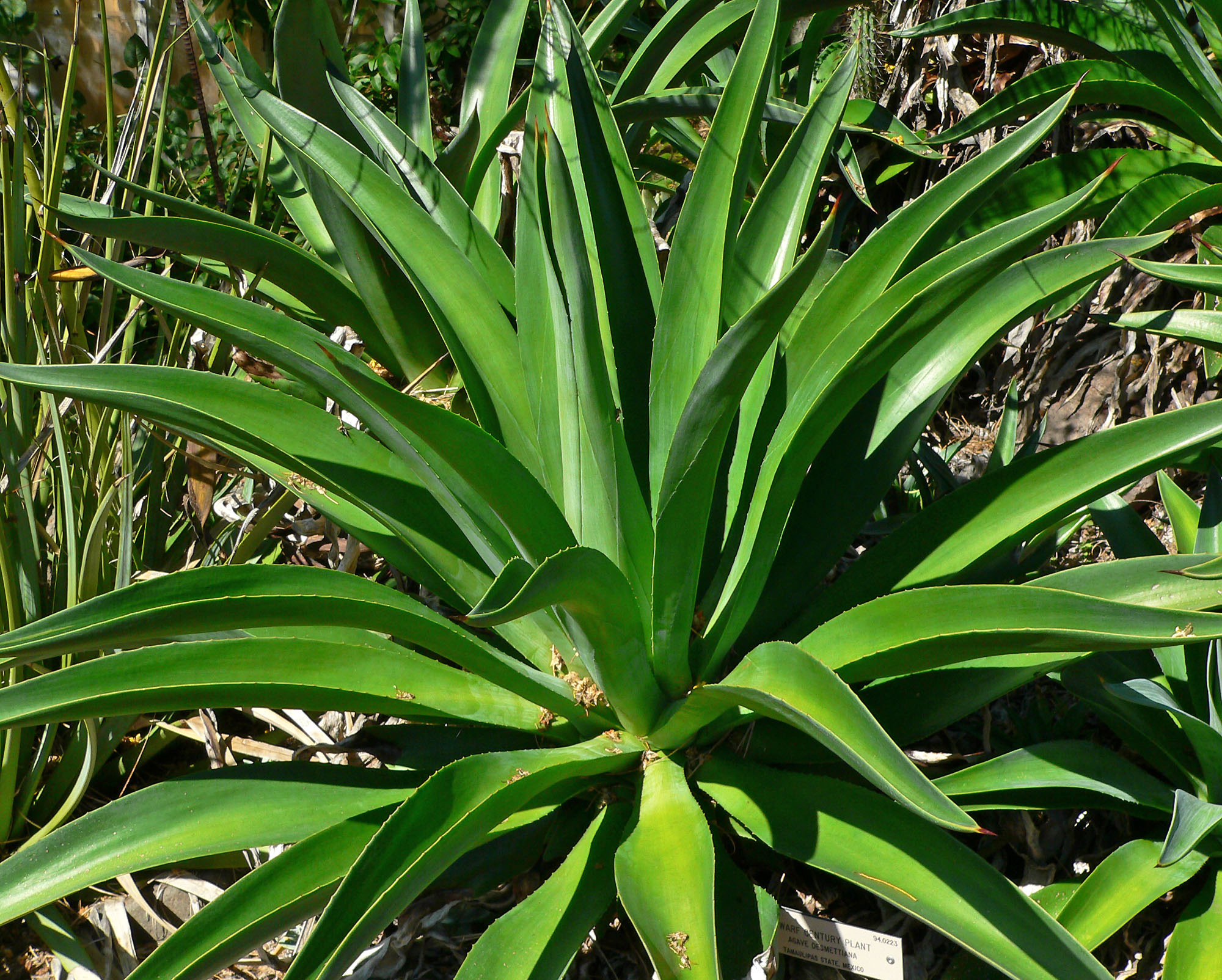
Agave desmettiana
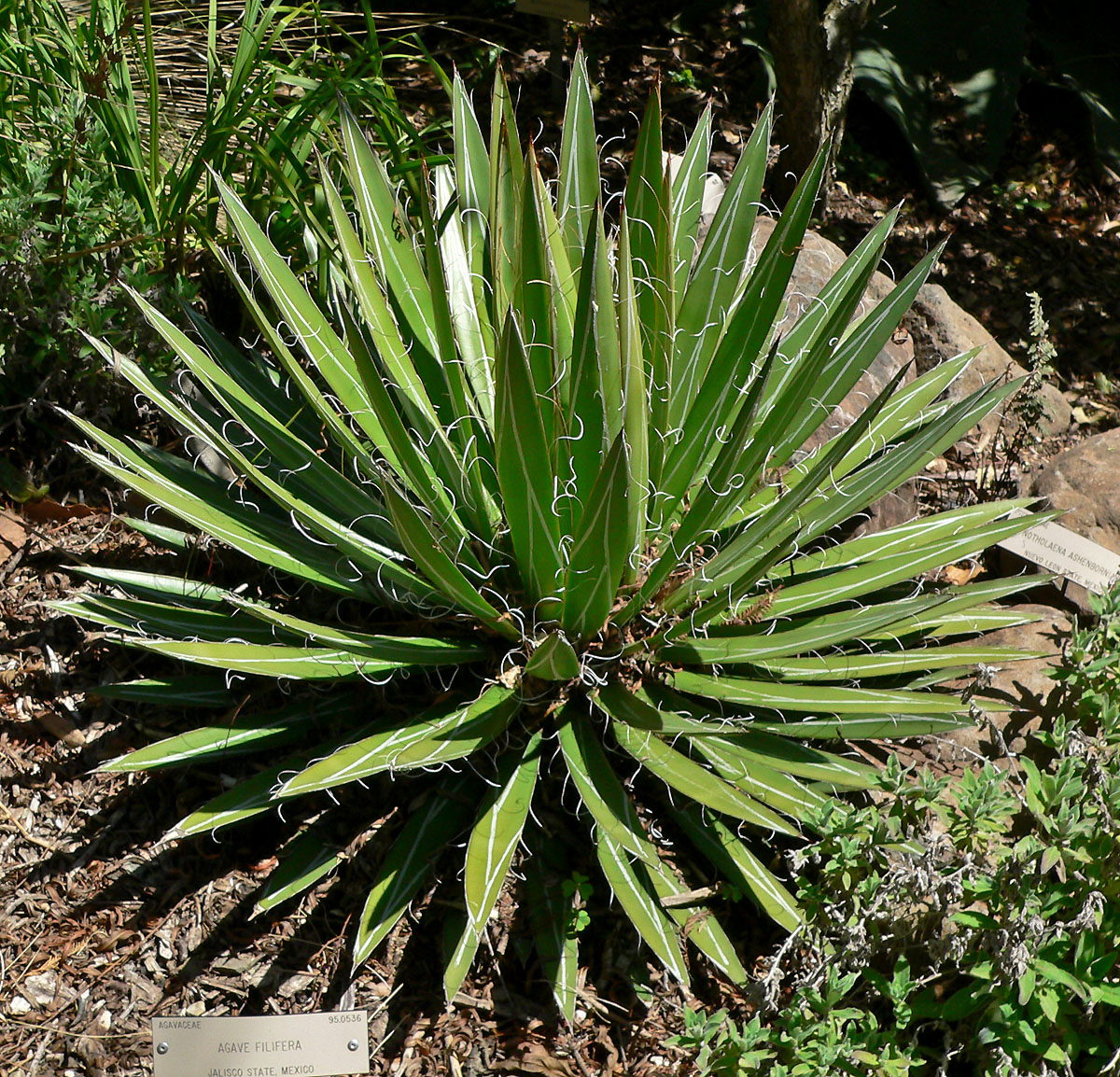
Agave filifera
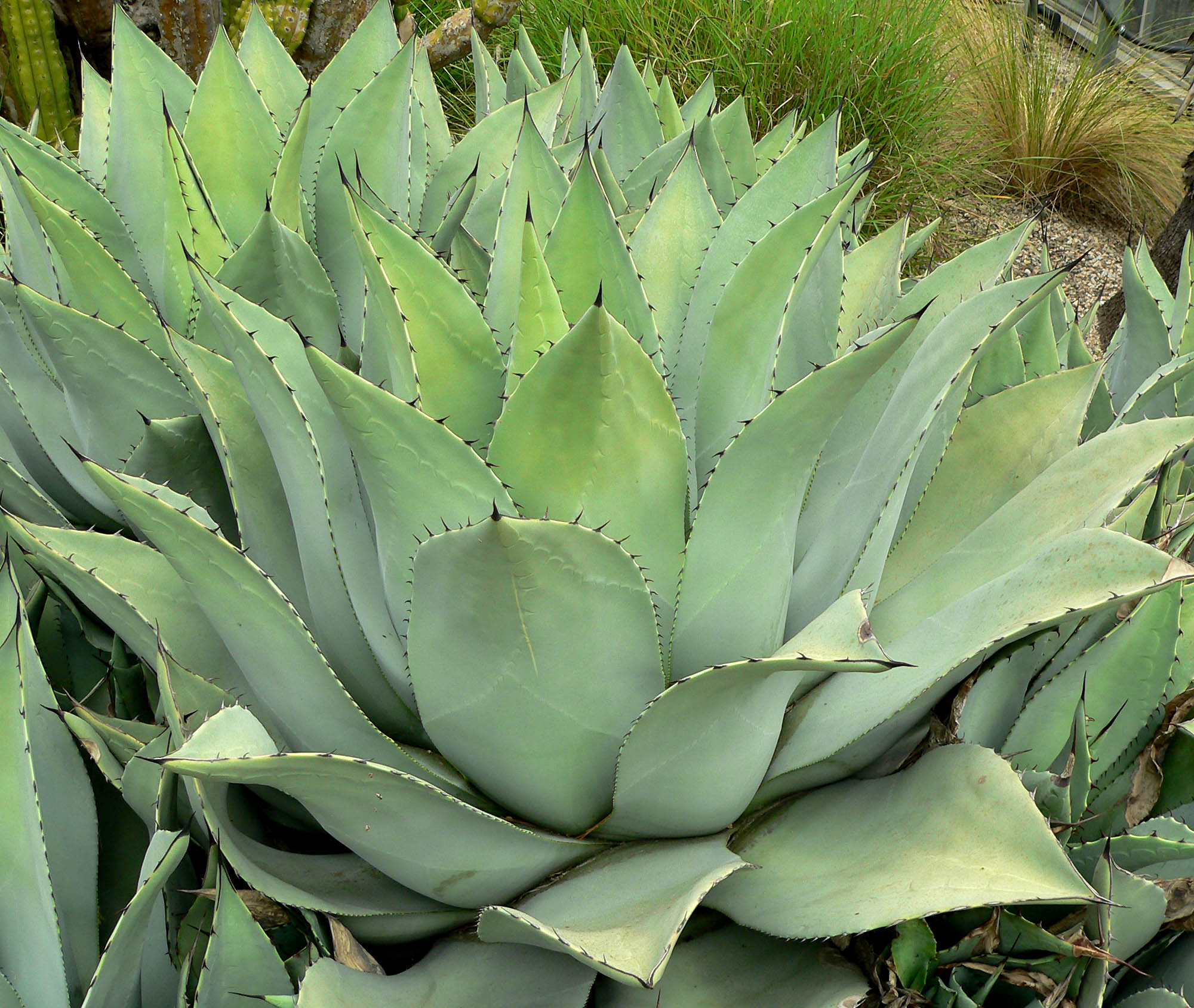
Agave flexispina
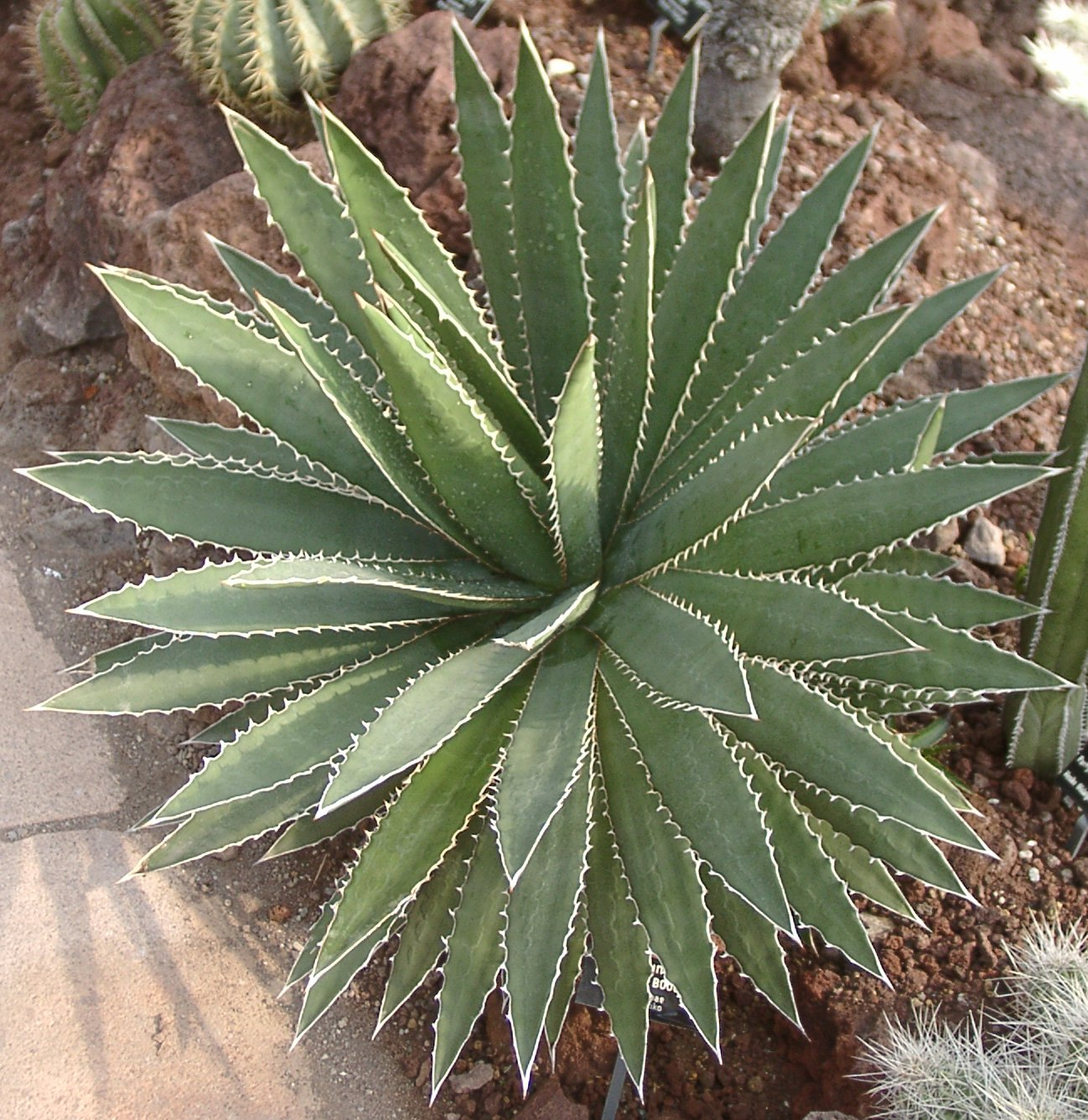
Agave funkiana
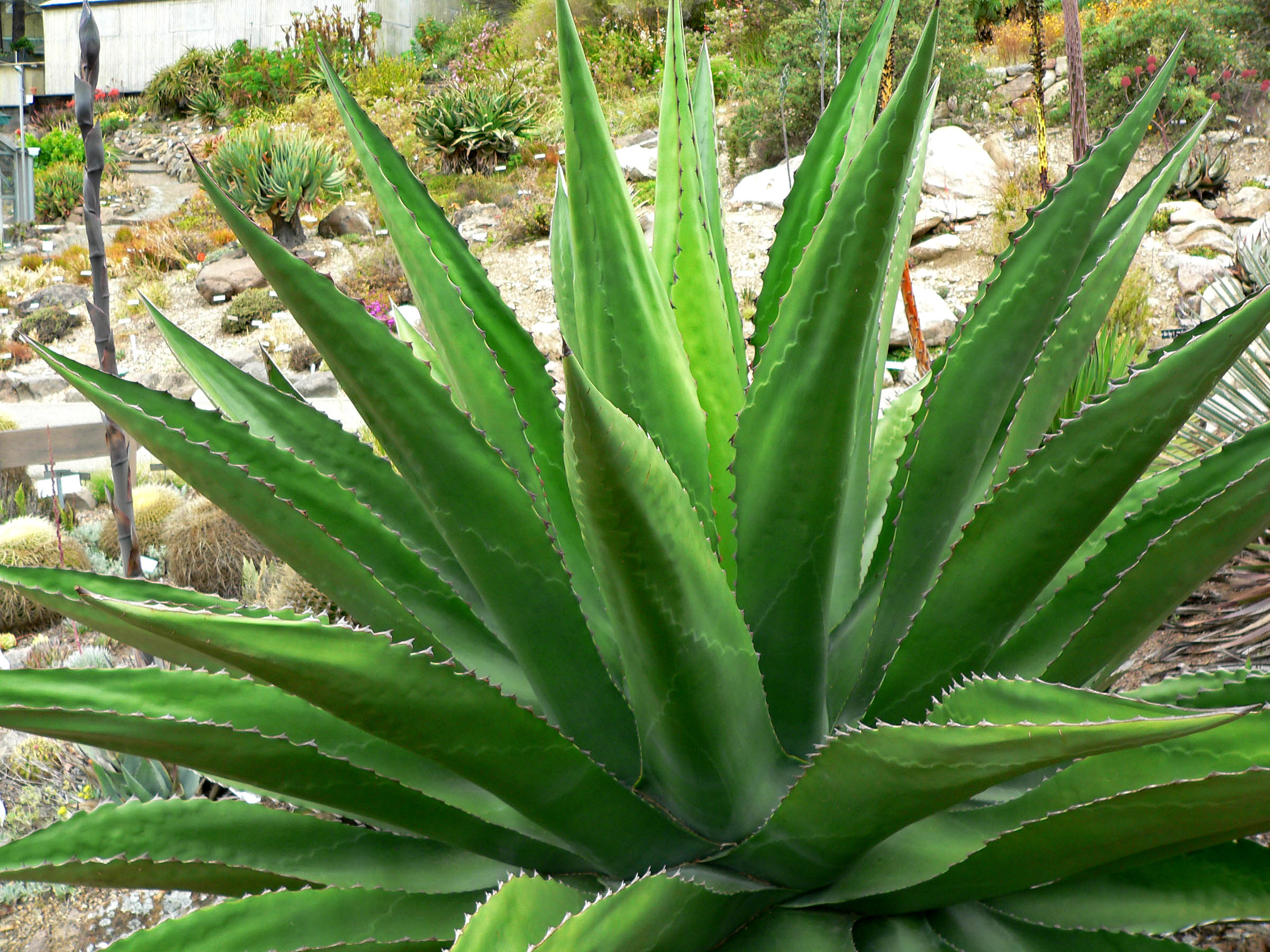
Agave gentryi
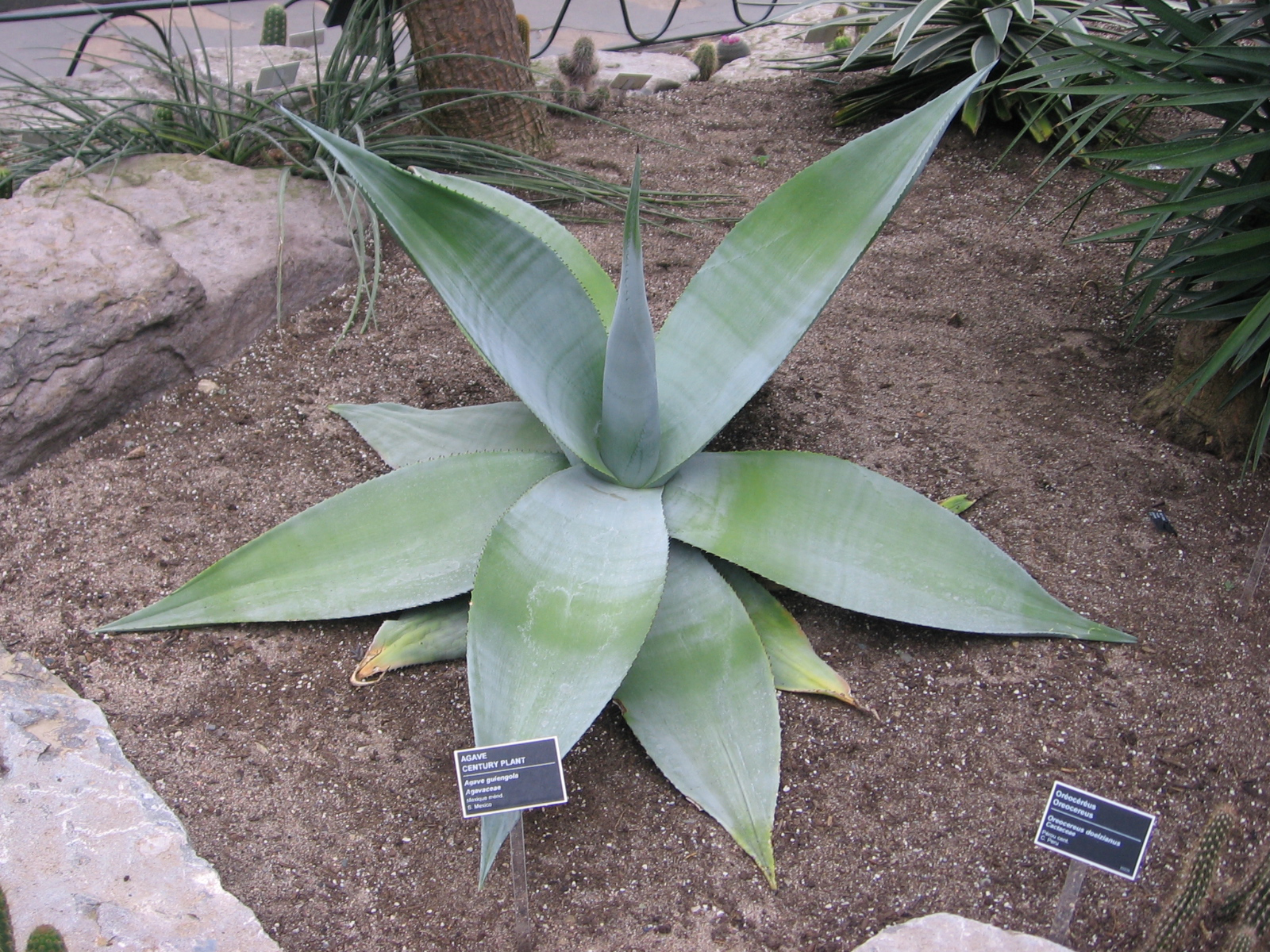
Agave guiengola
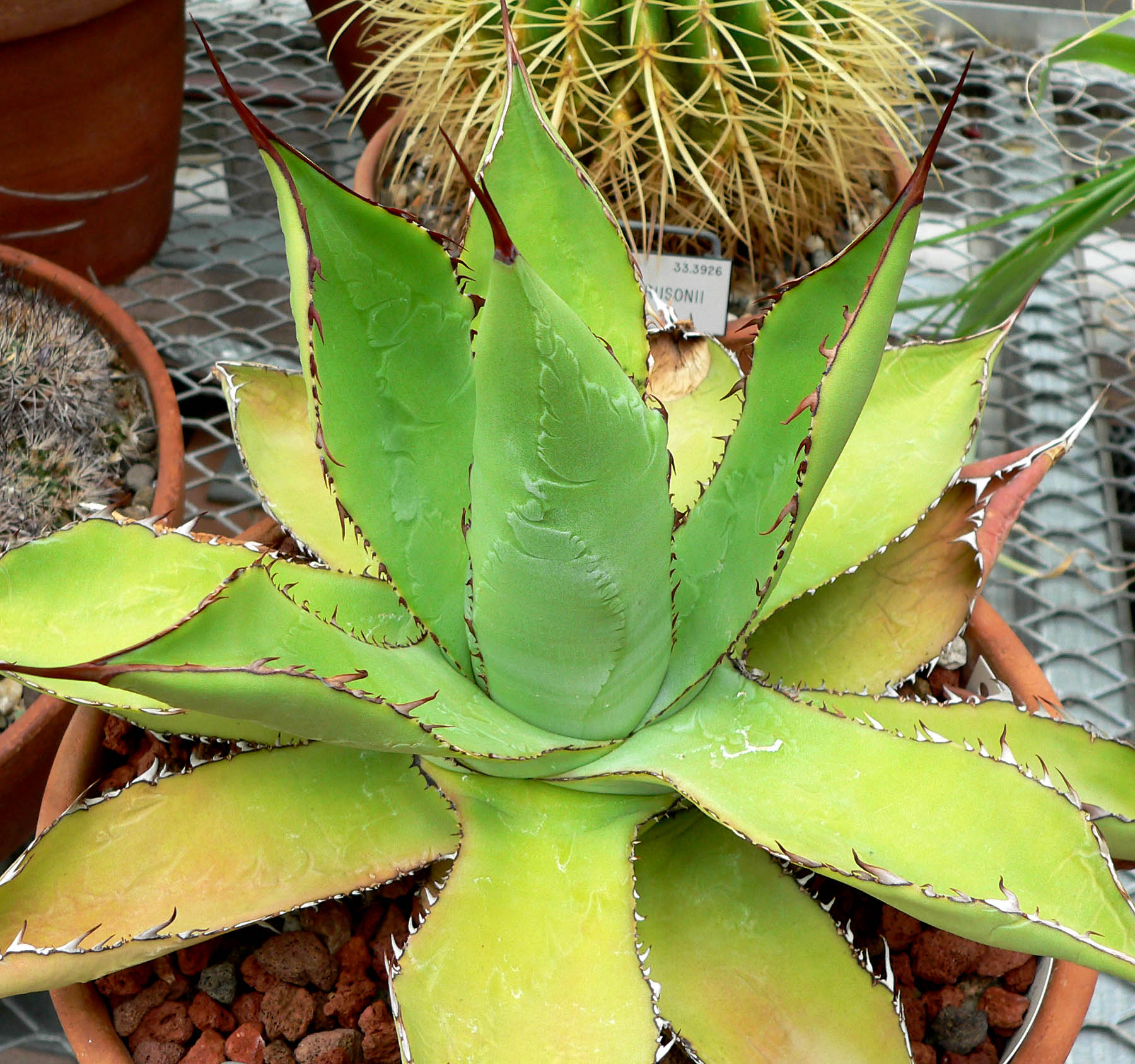
Agave guadalajarana
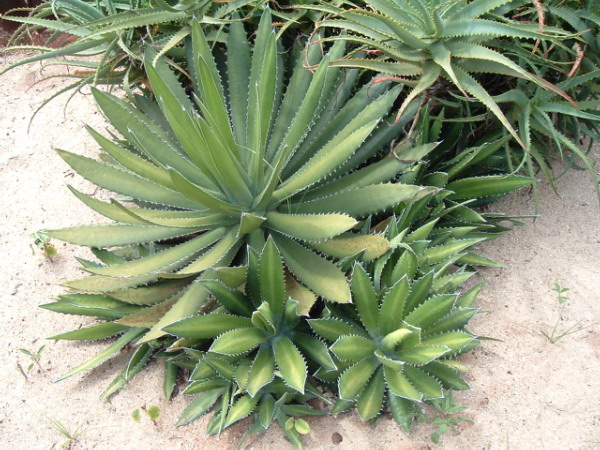
Agave horrida
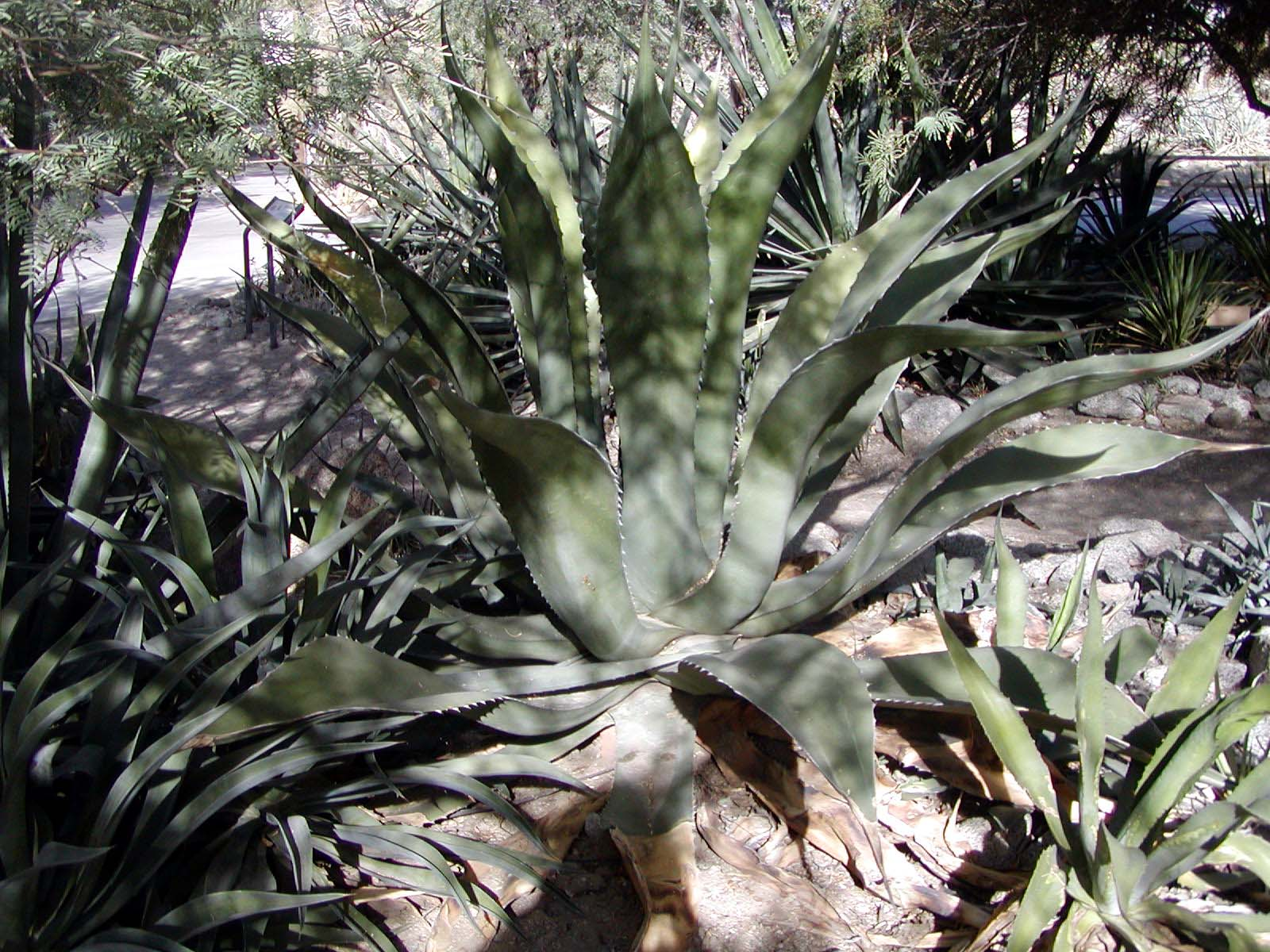
Agave inaequidens
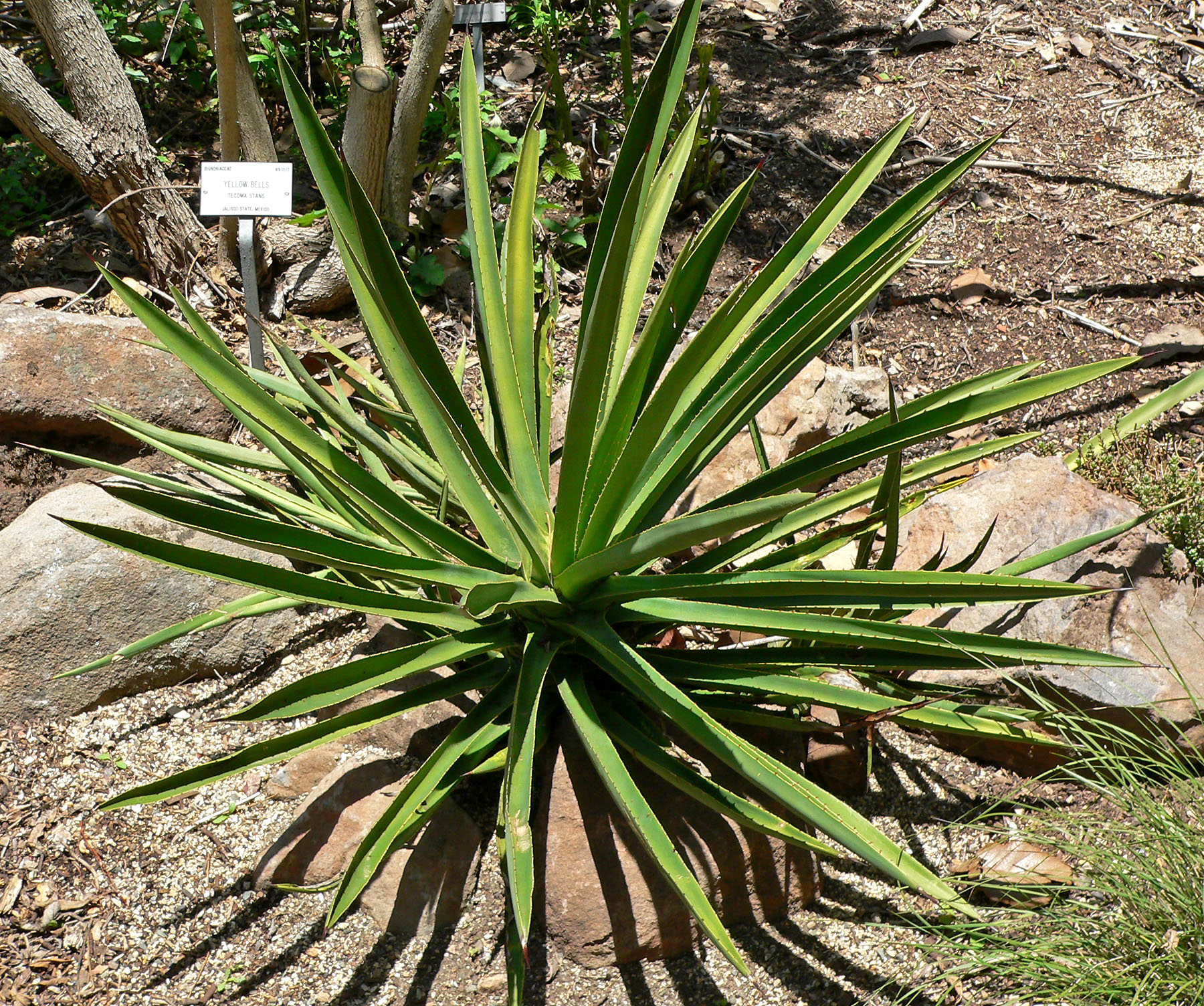
Agave karwinskii
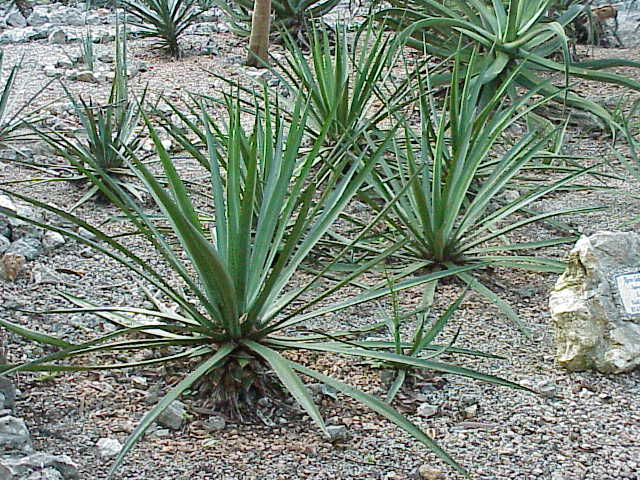
Agave lechuguilla
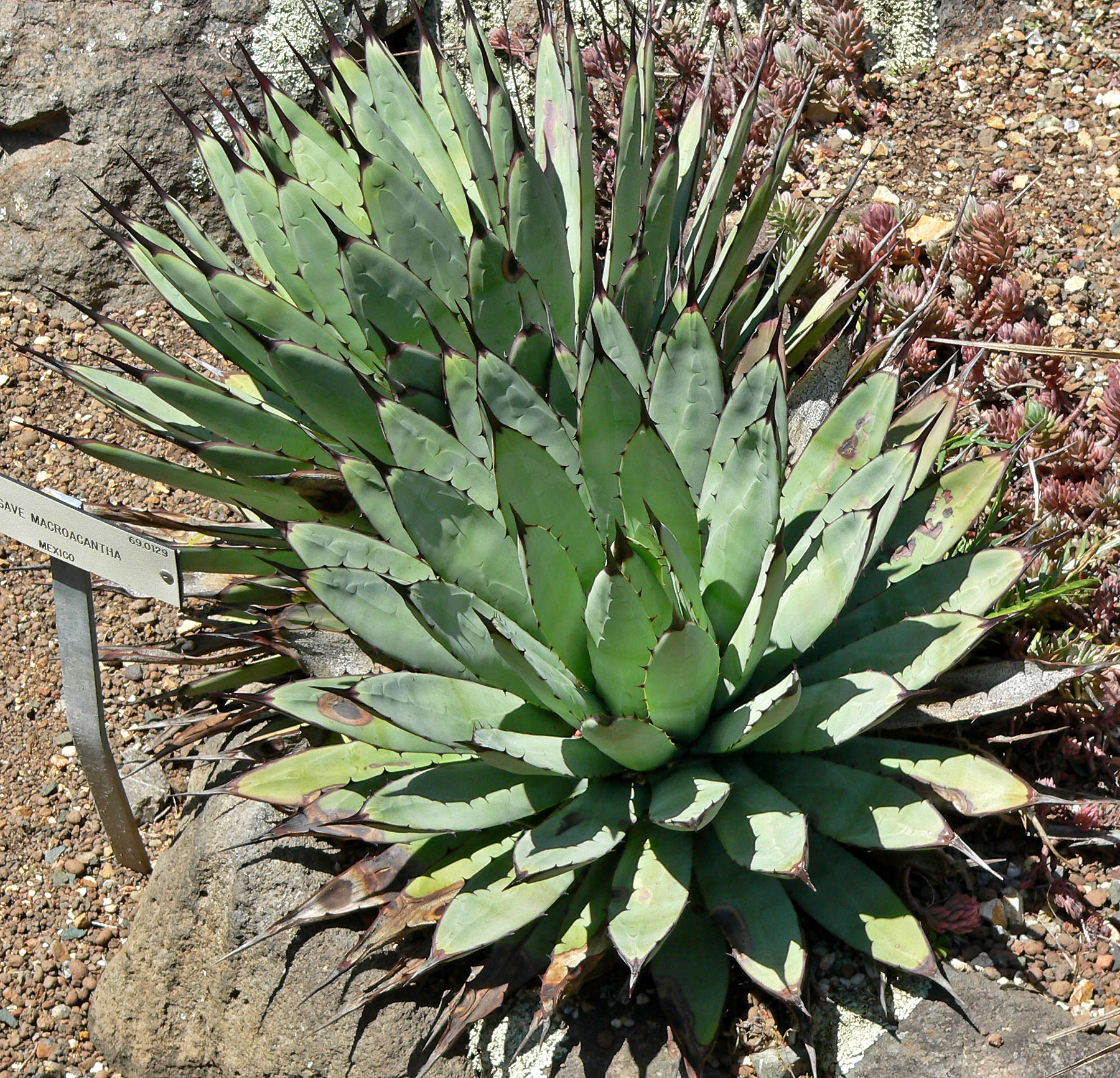
Agave macroacantha
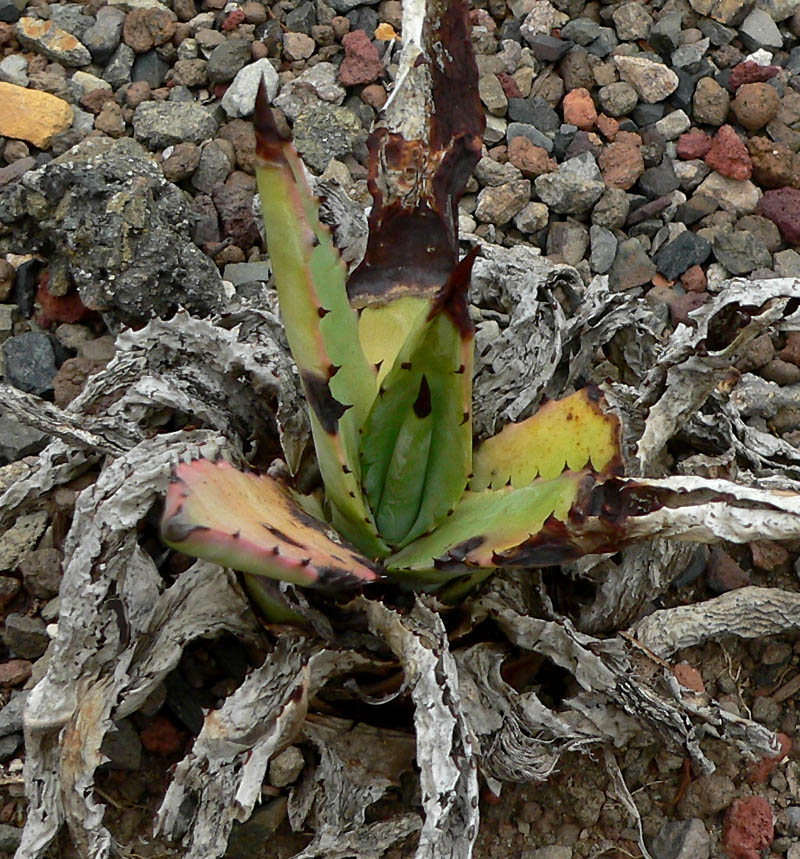
Agave mckelveyana
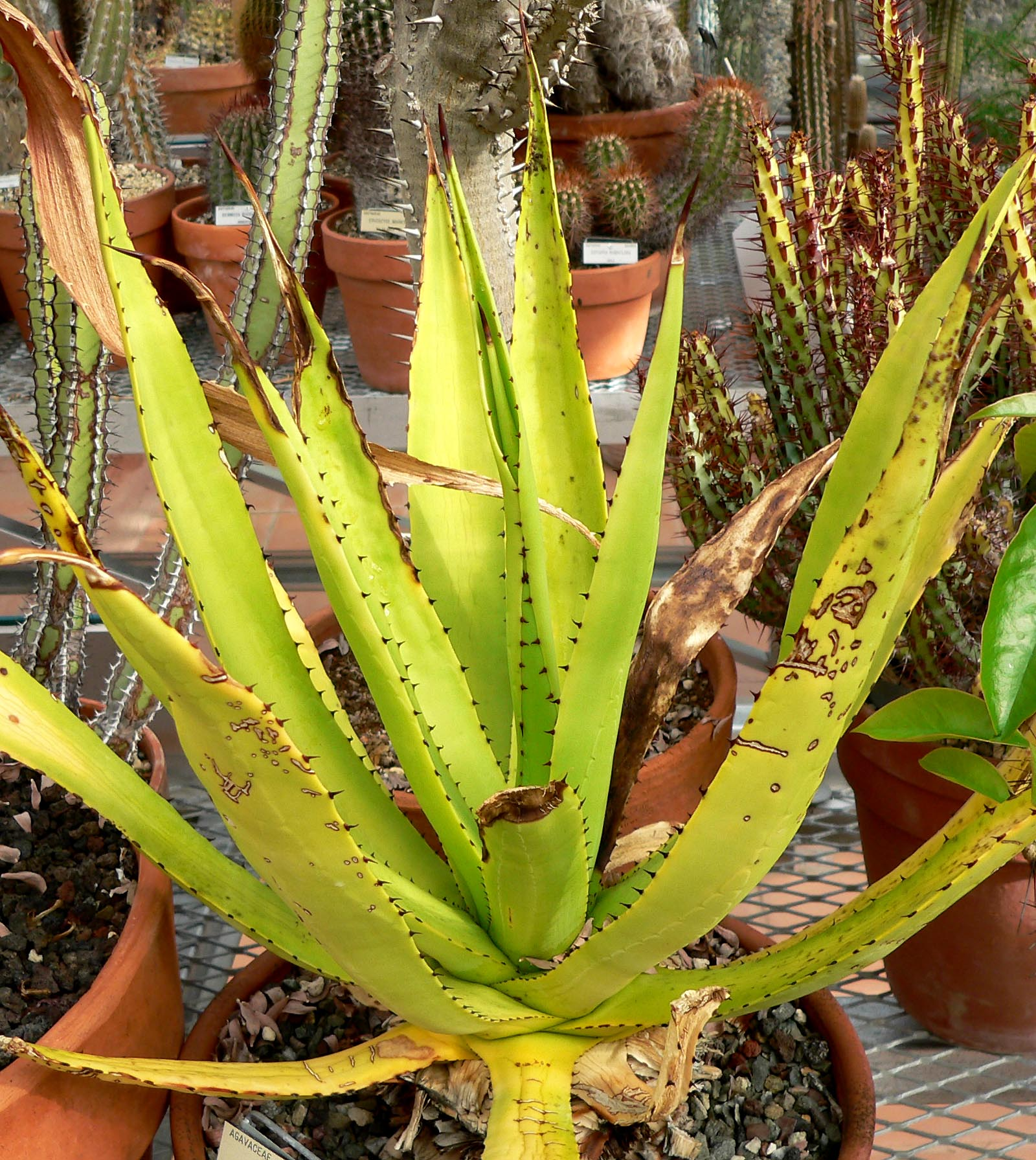
Agave missionum
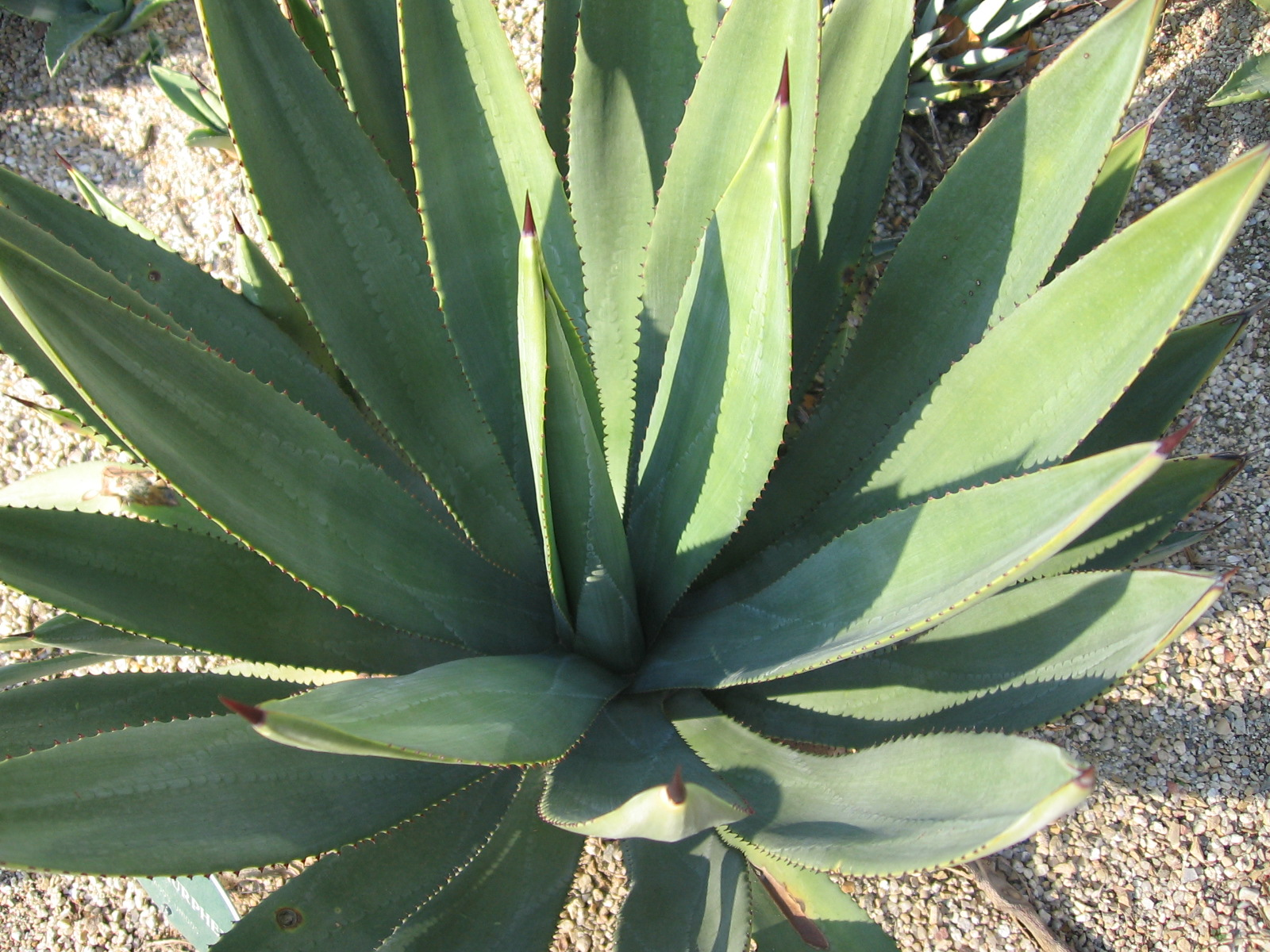
Agave murpheyi
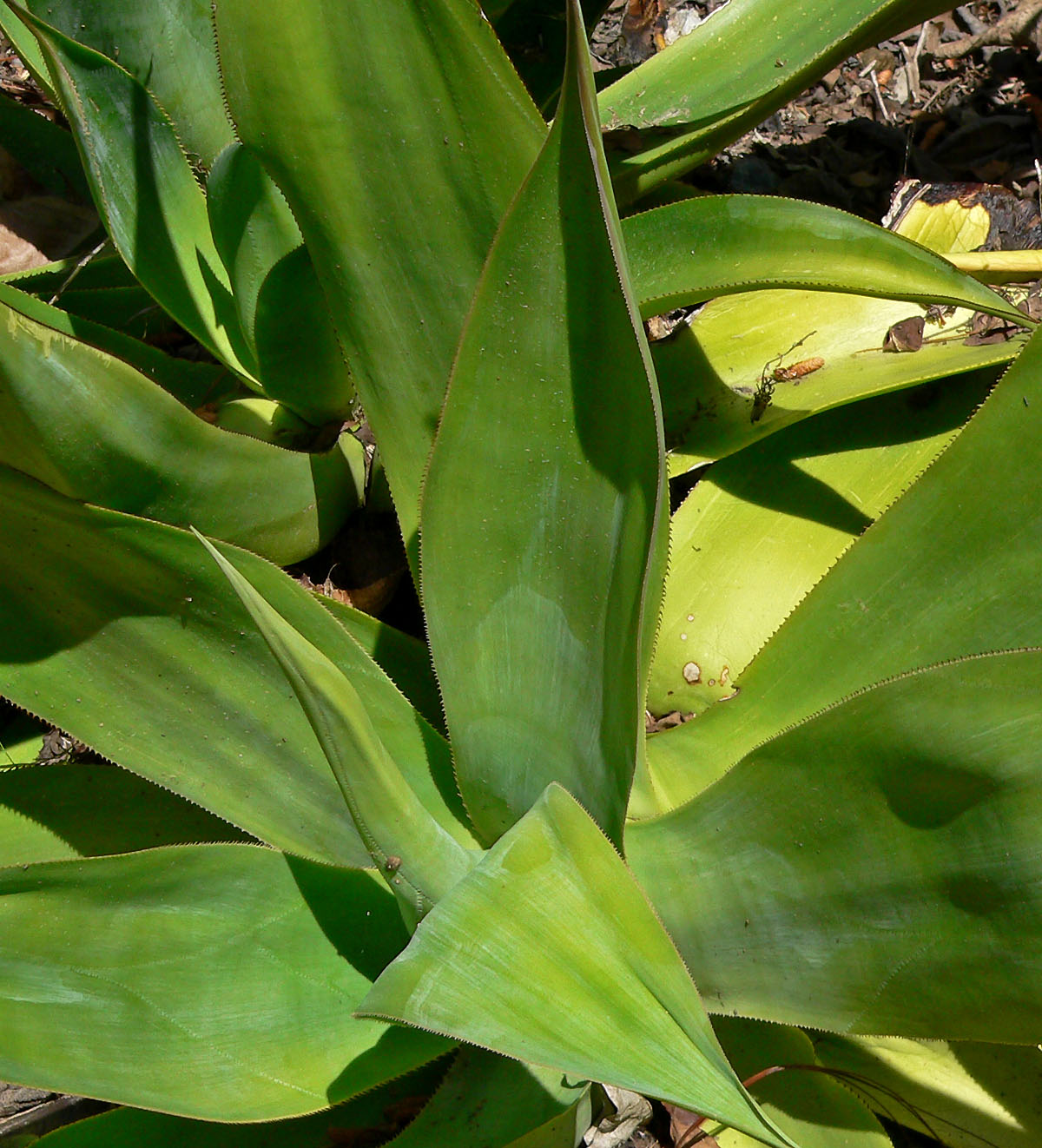
Agave obscura
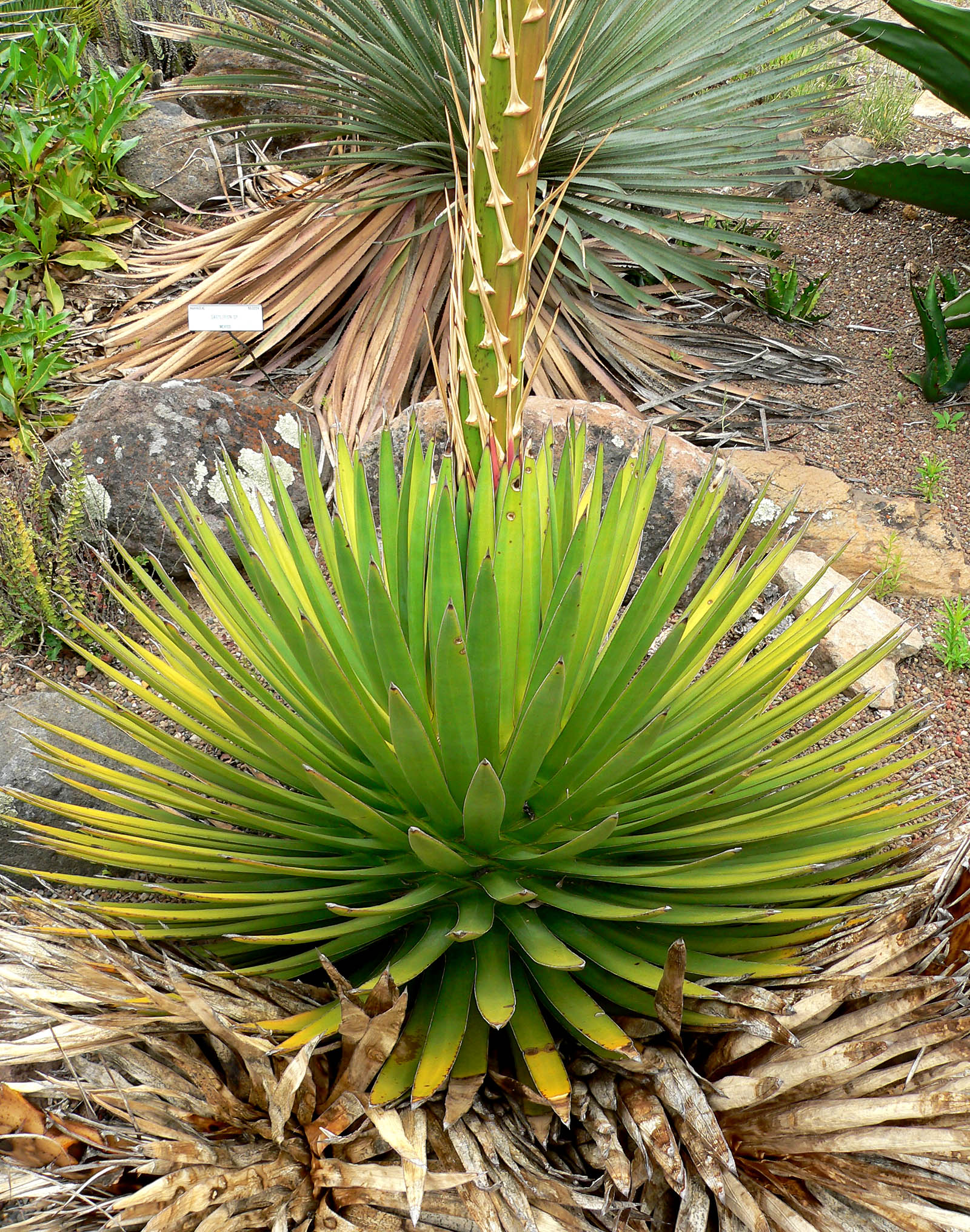
Agave ocahui
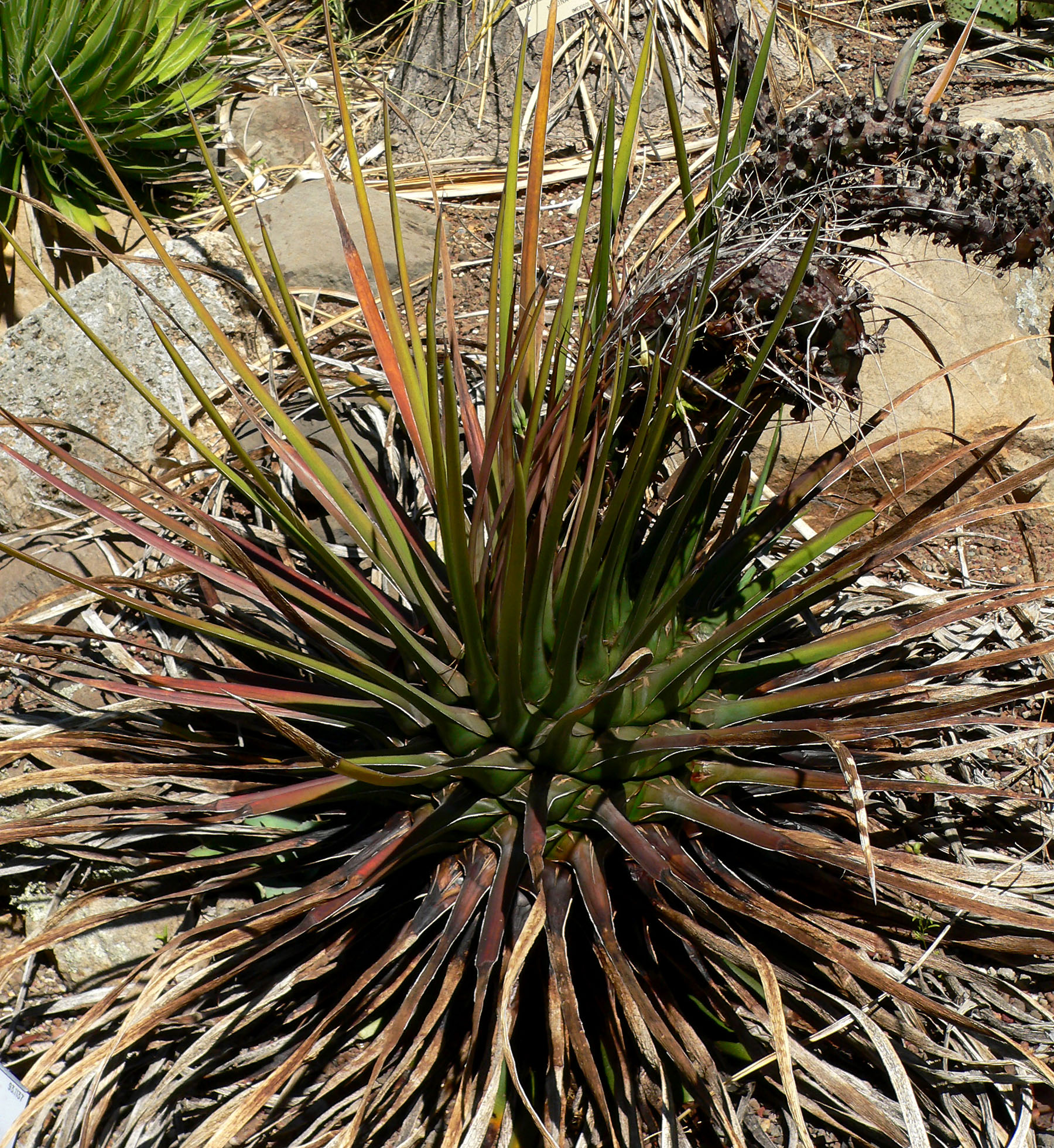
Agave ornithobroma
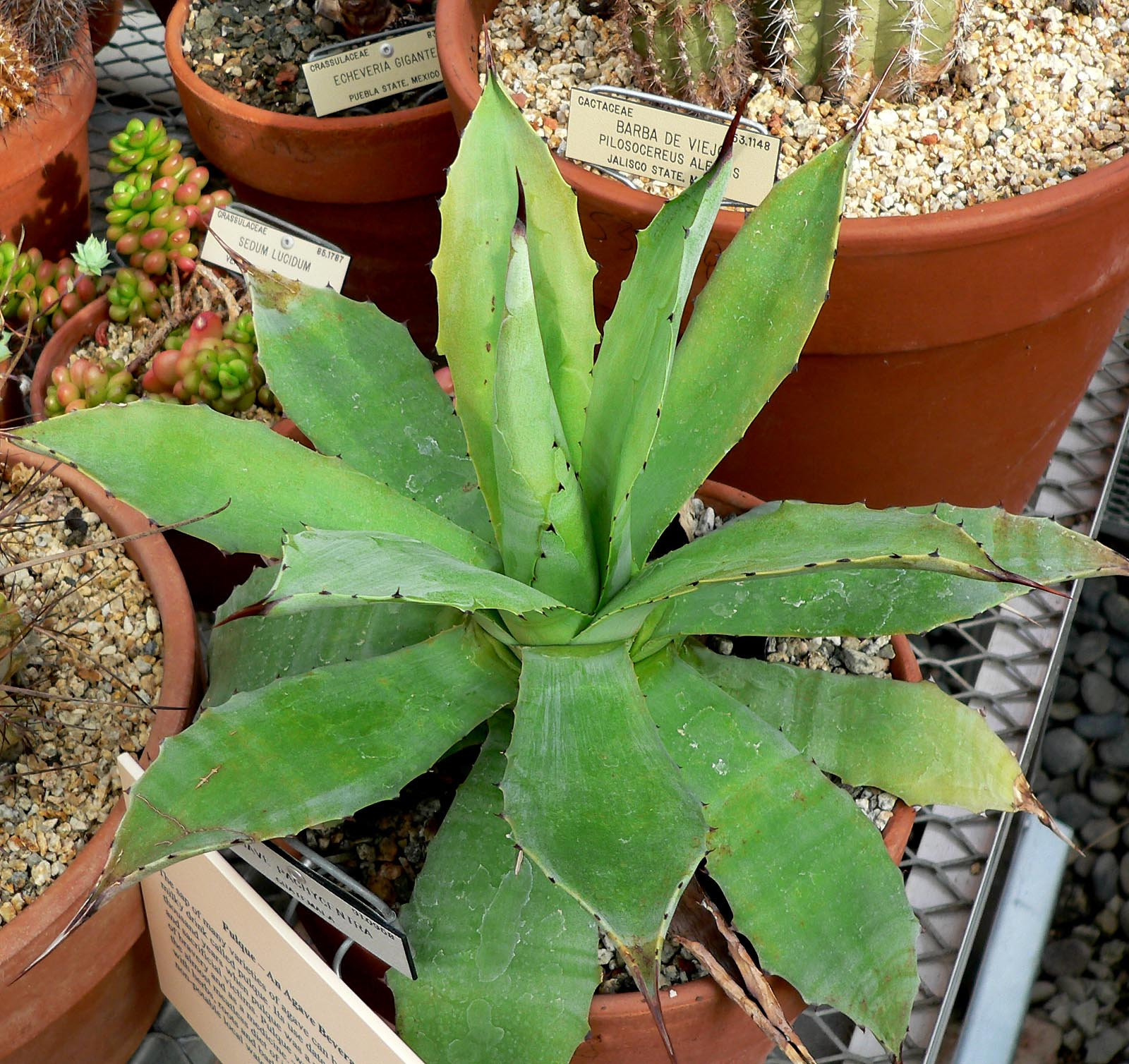
Agave pachycentra
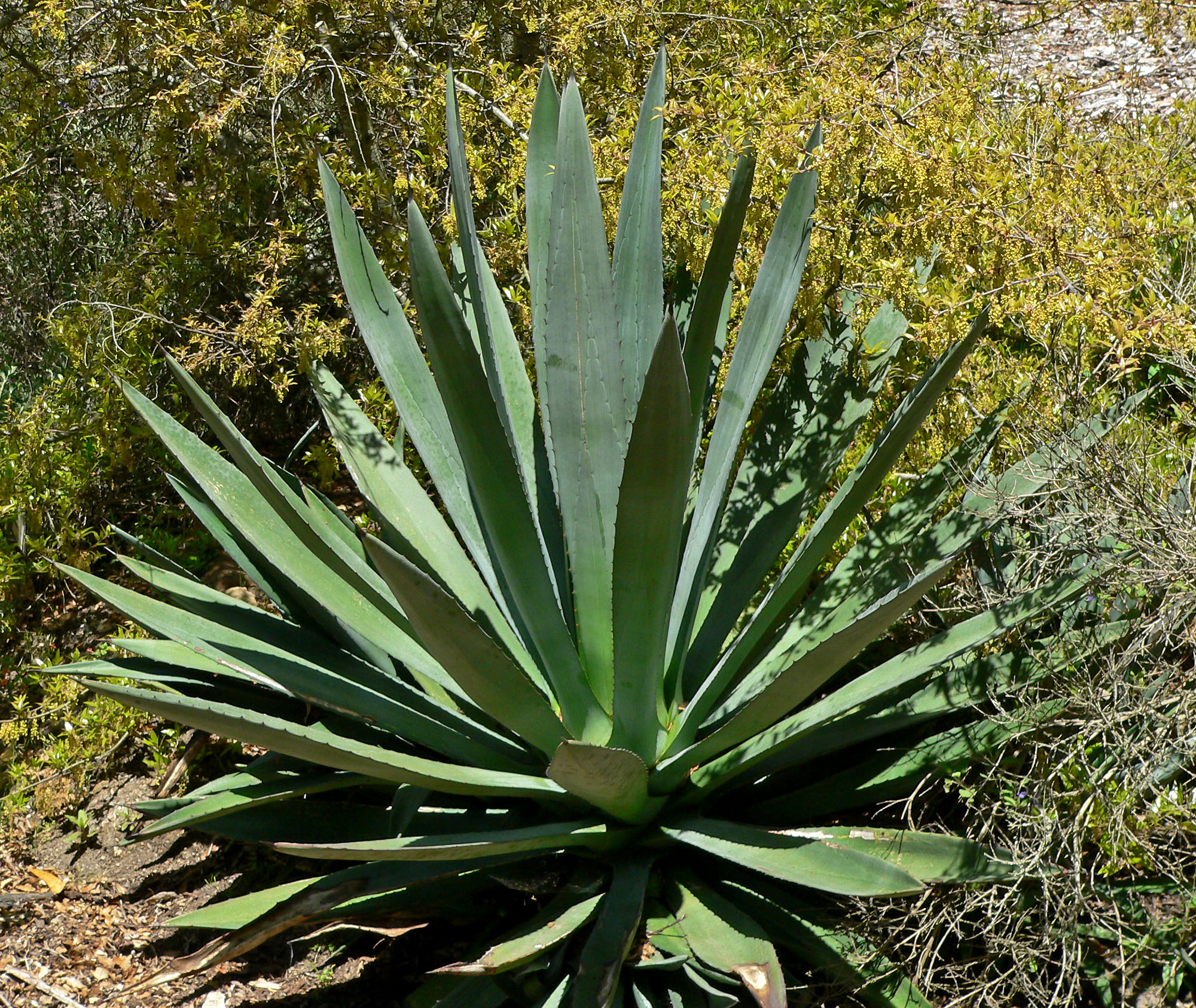
Agave pacifica
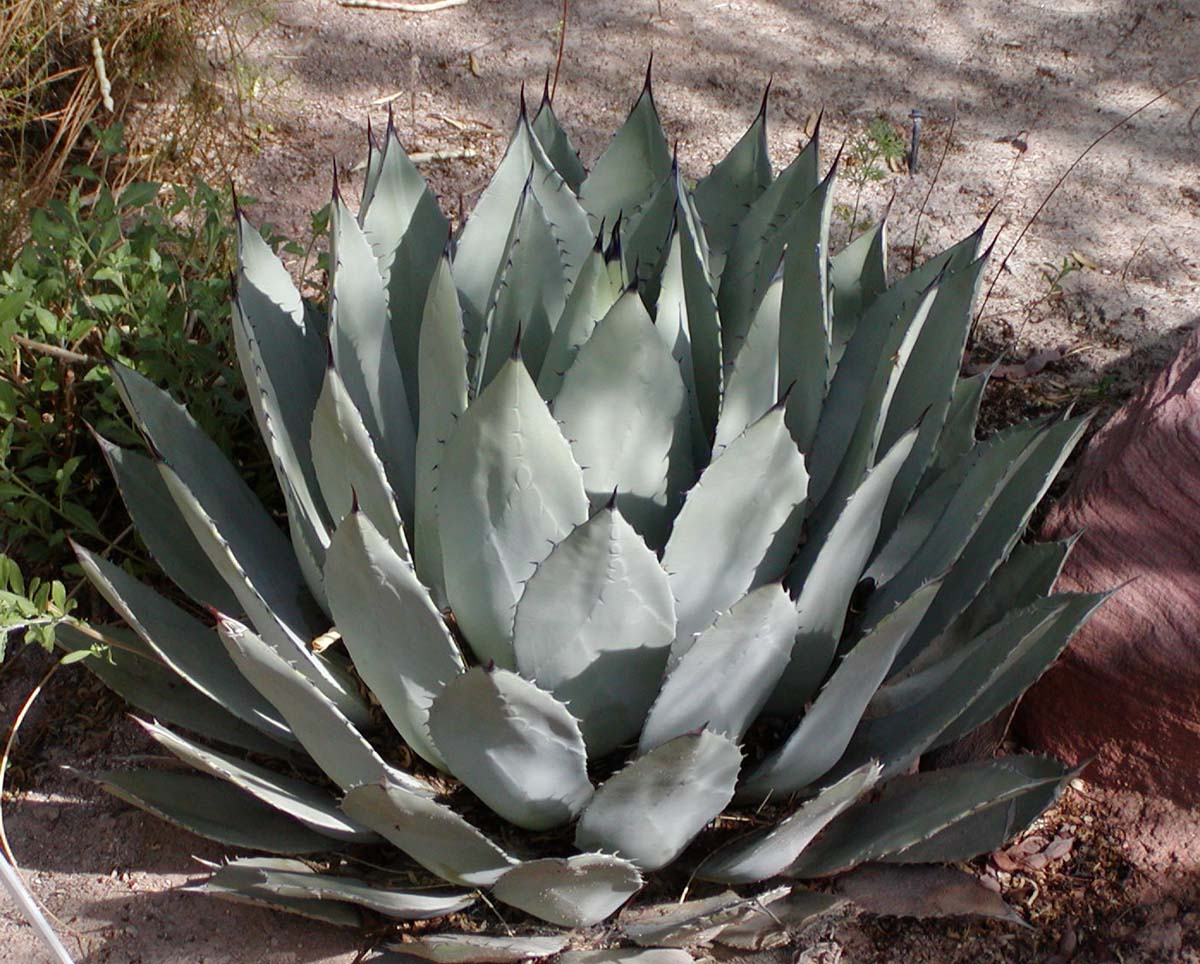
Agave palmeri
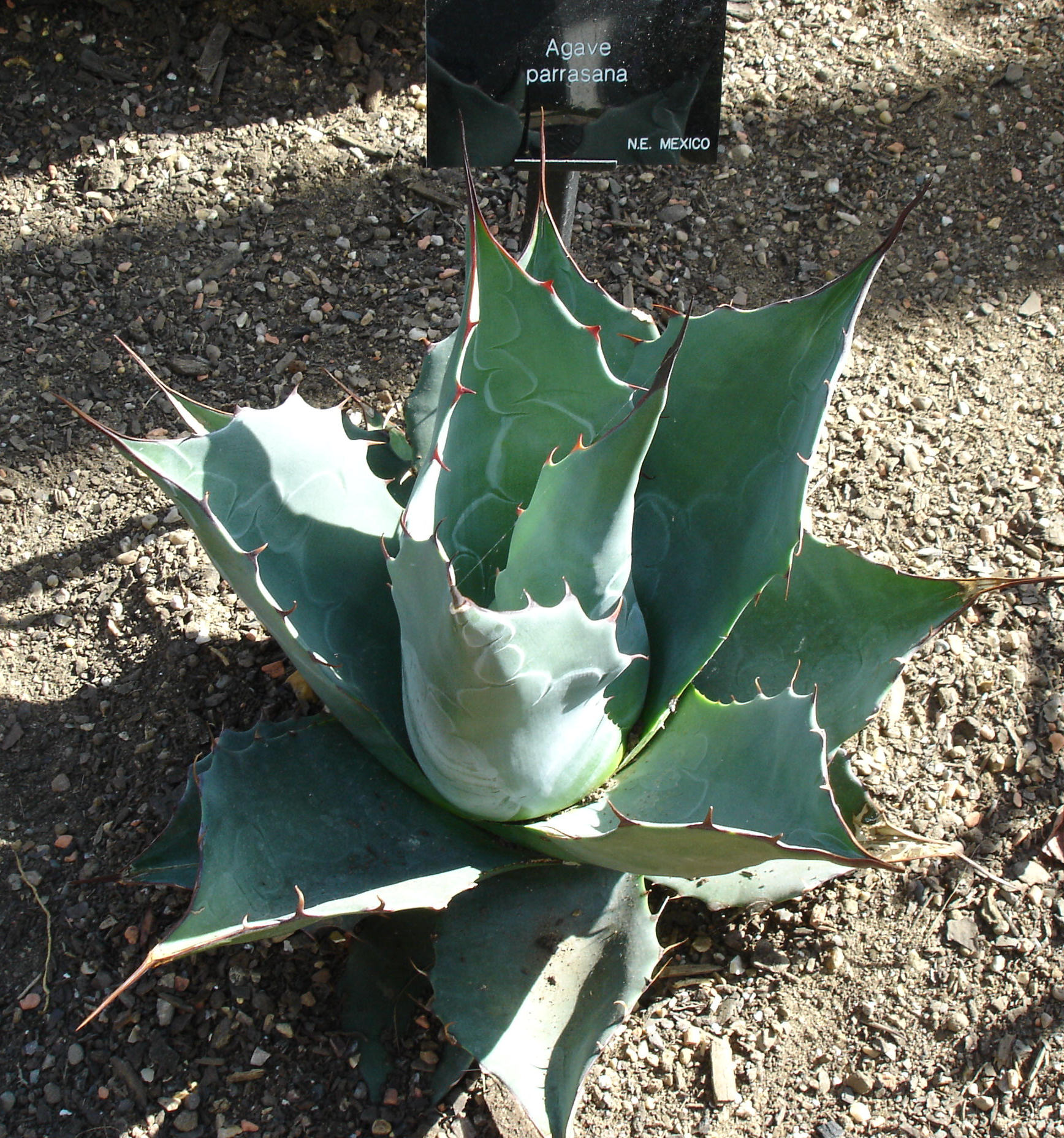
Agave parrasana
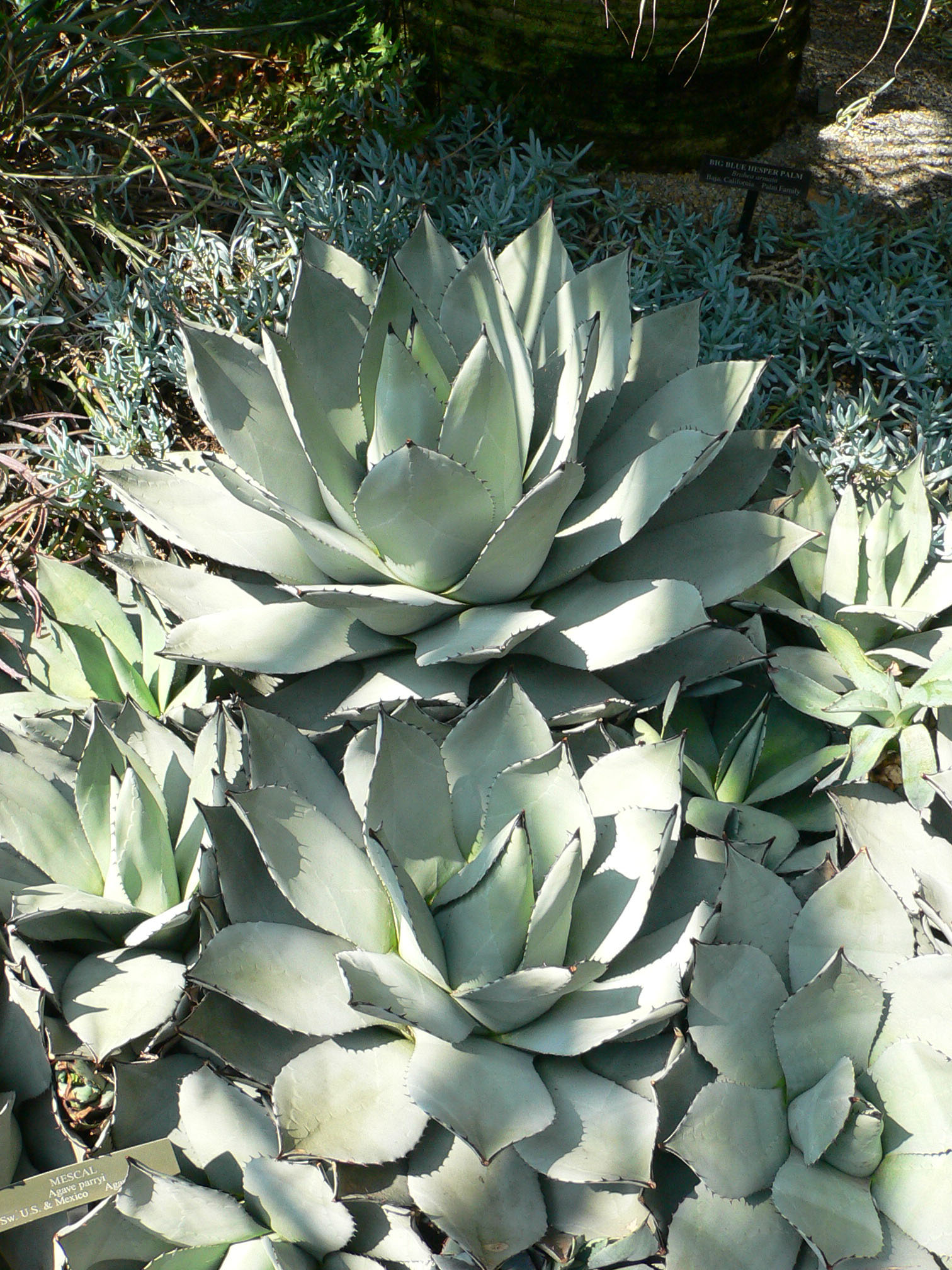
Agave parryi
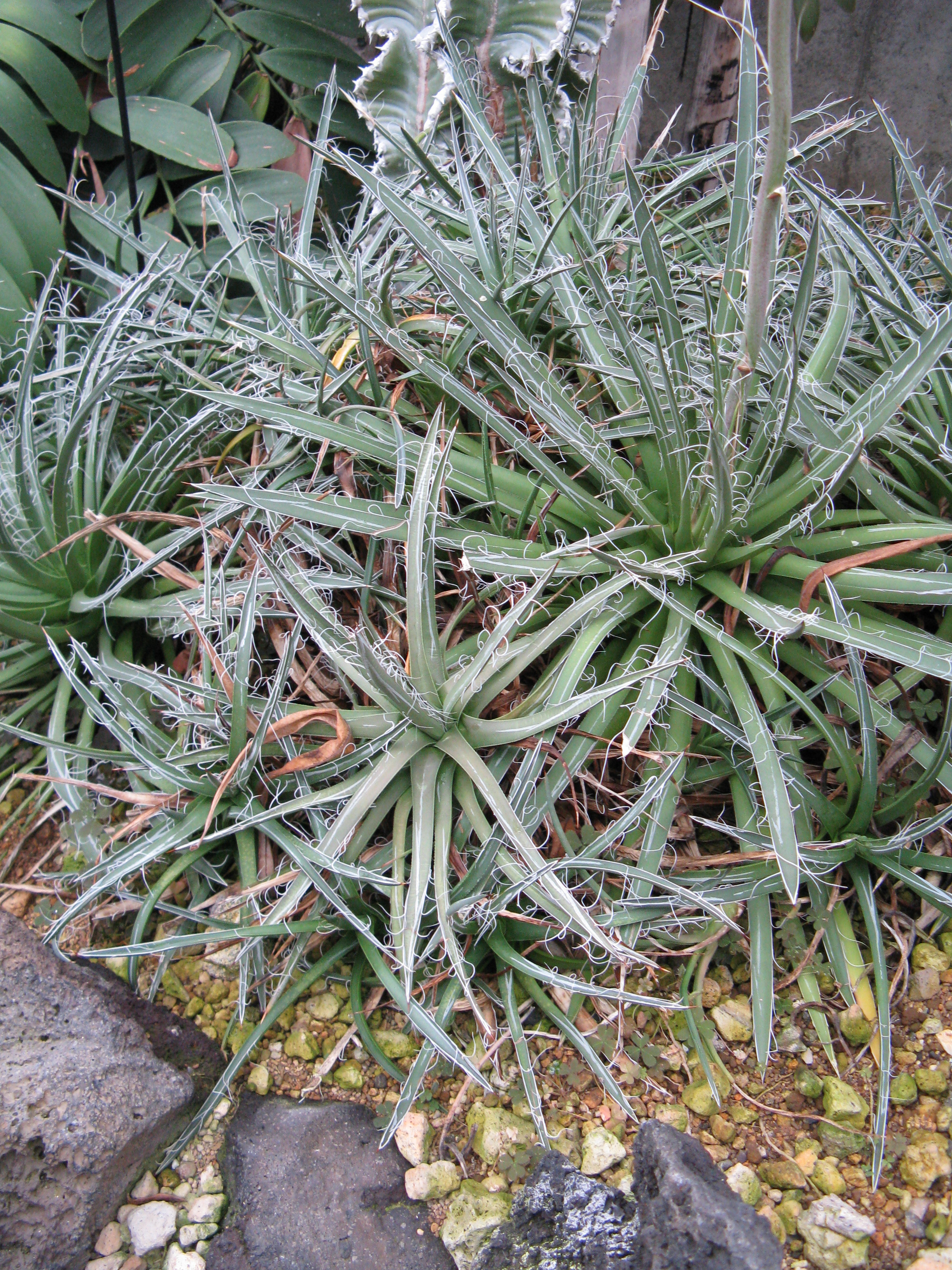
Agave parviflora
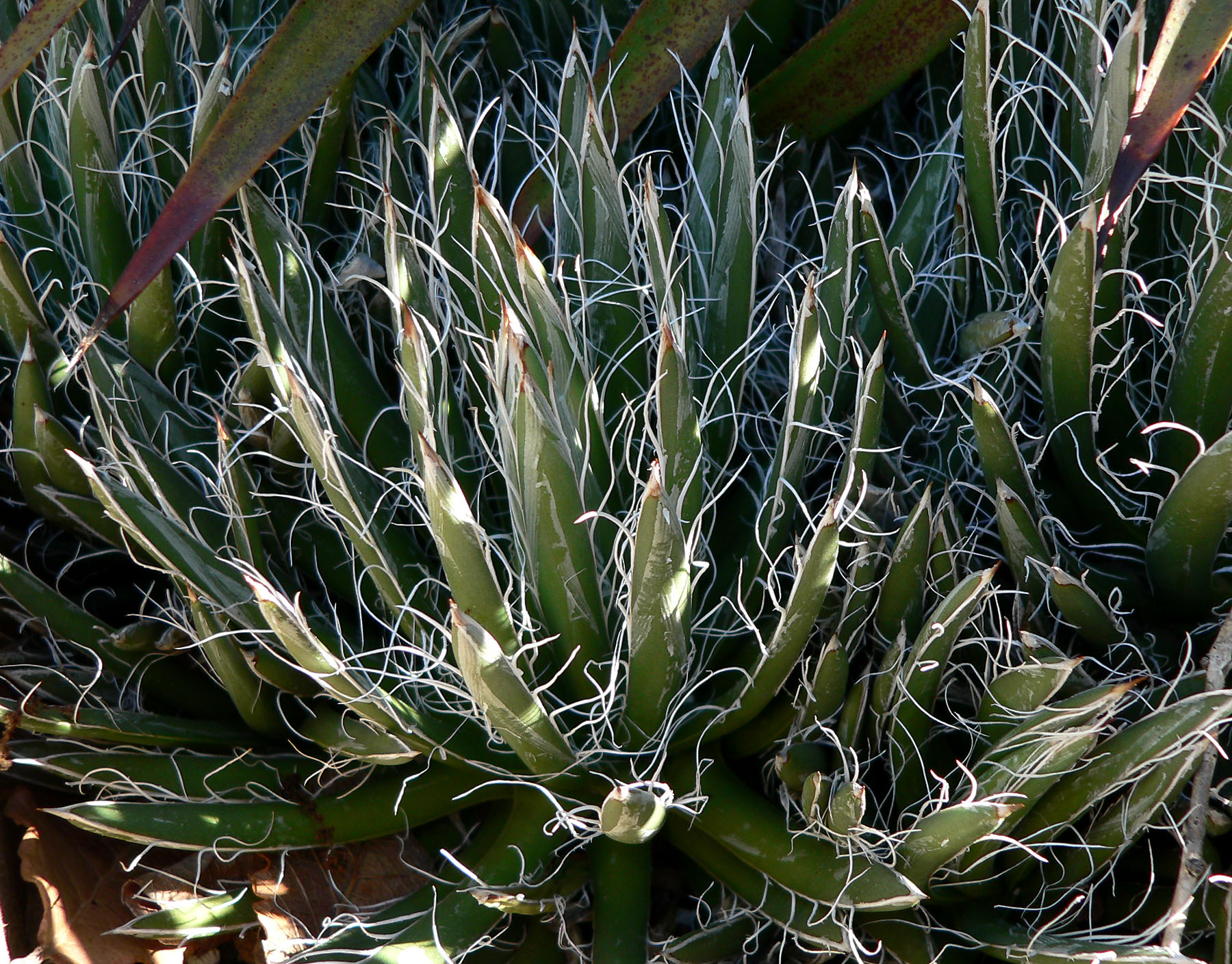
Agave polianthiflora
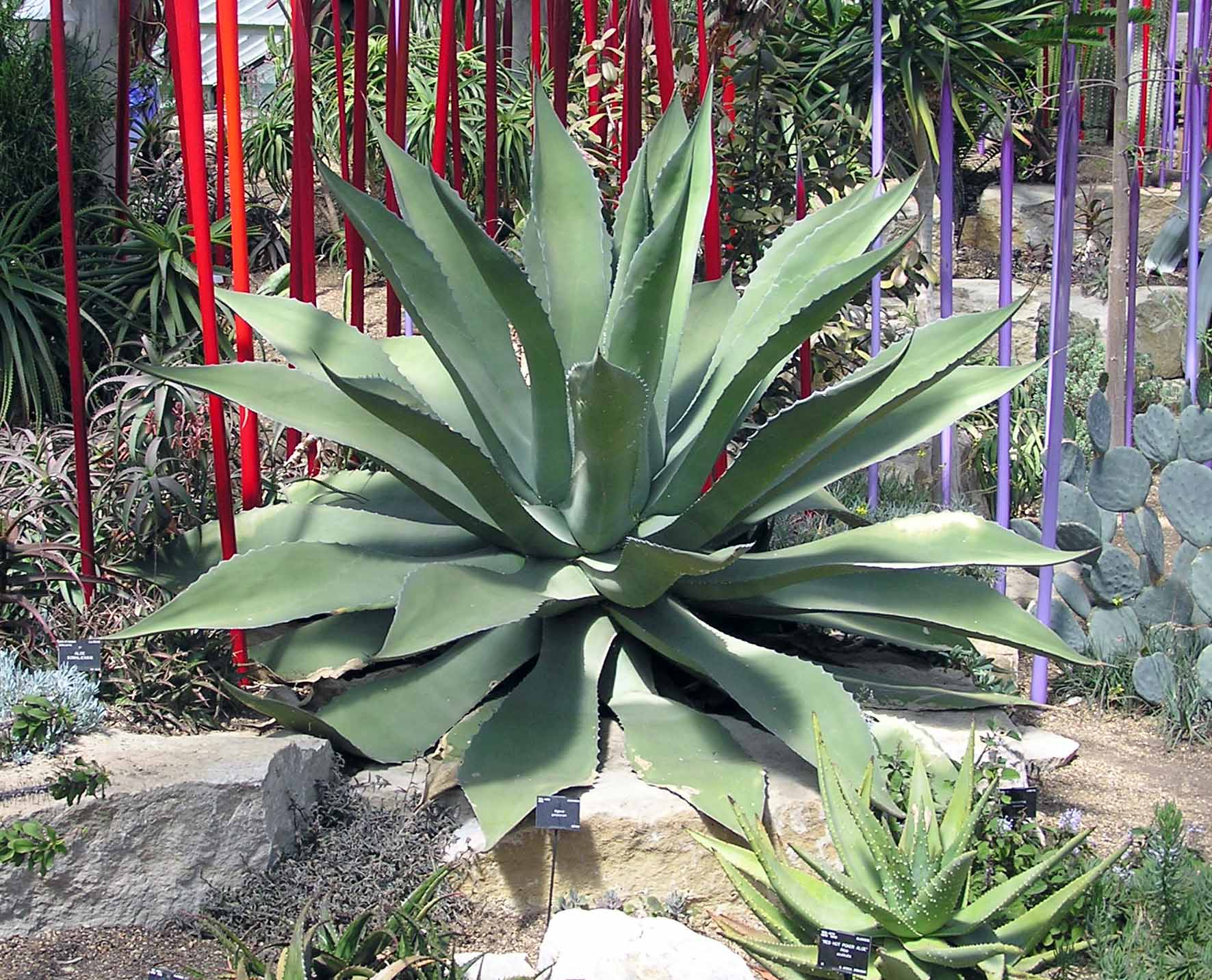
Agave potatorum
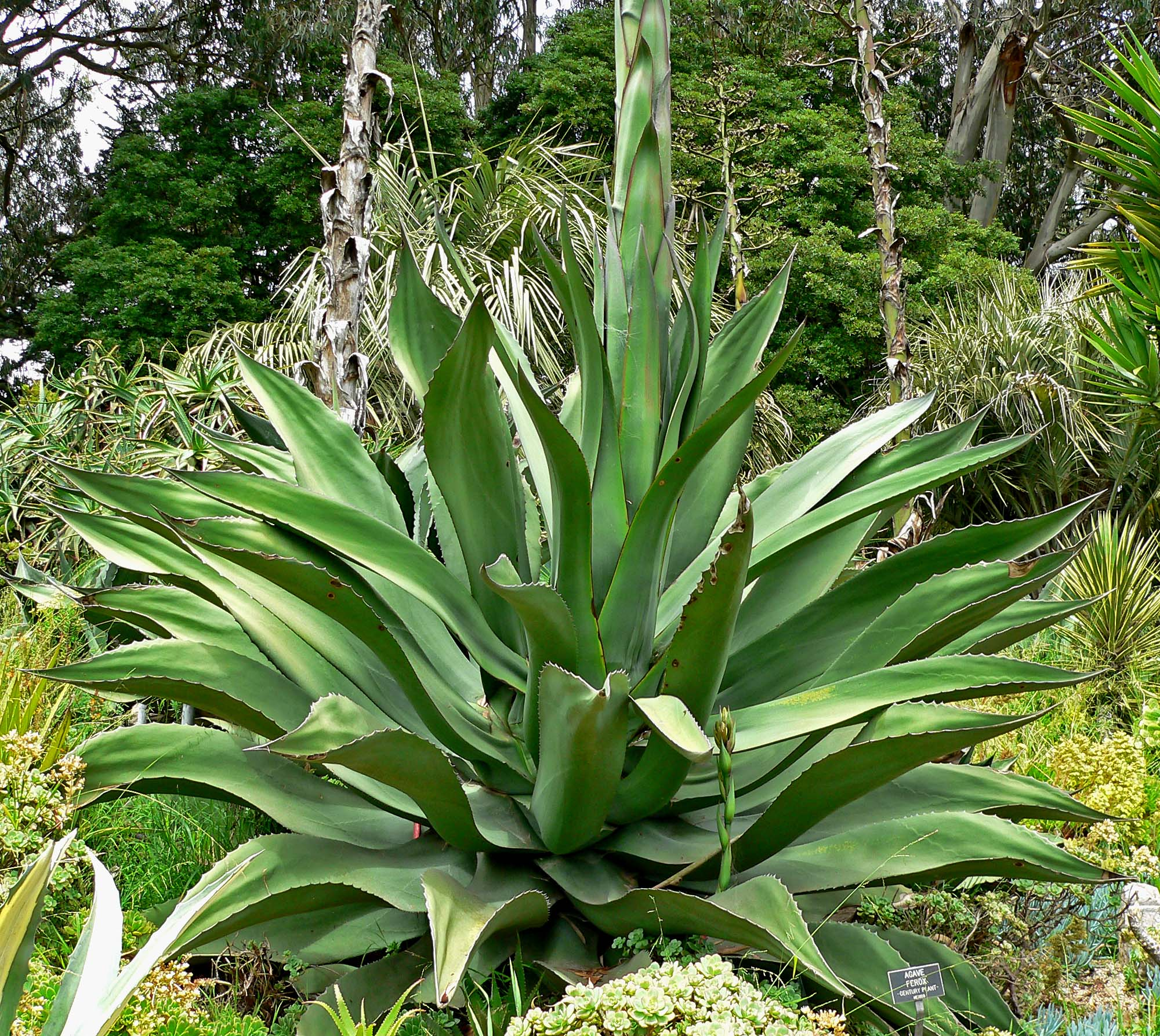
Agave salmiana
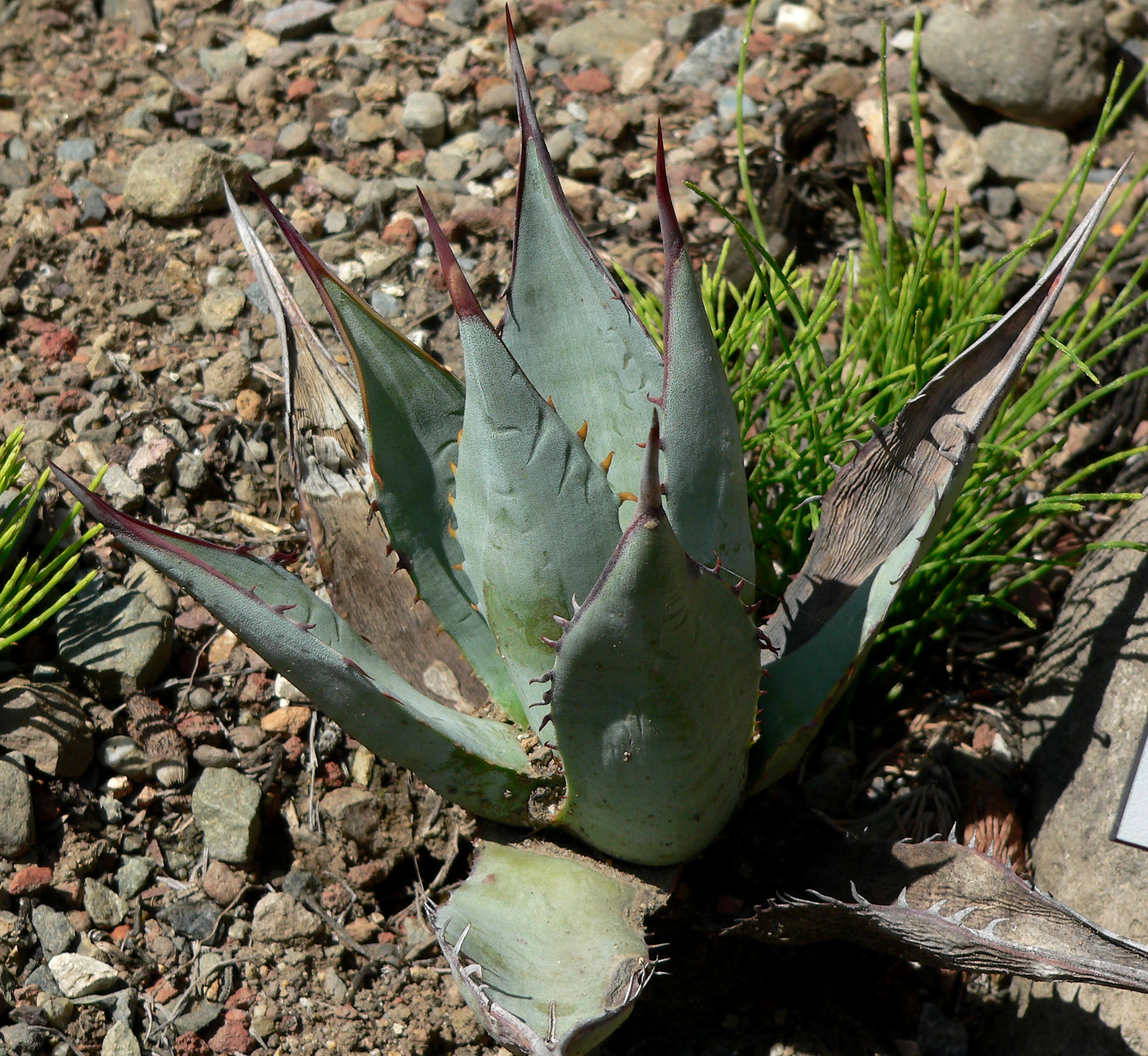
Agave sebastiana
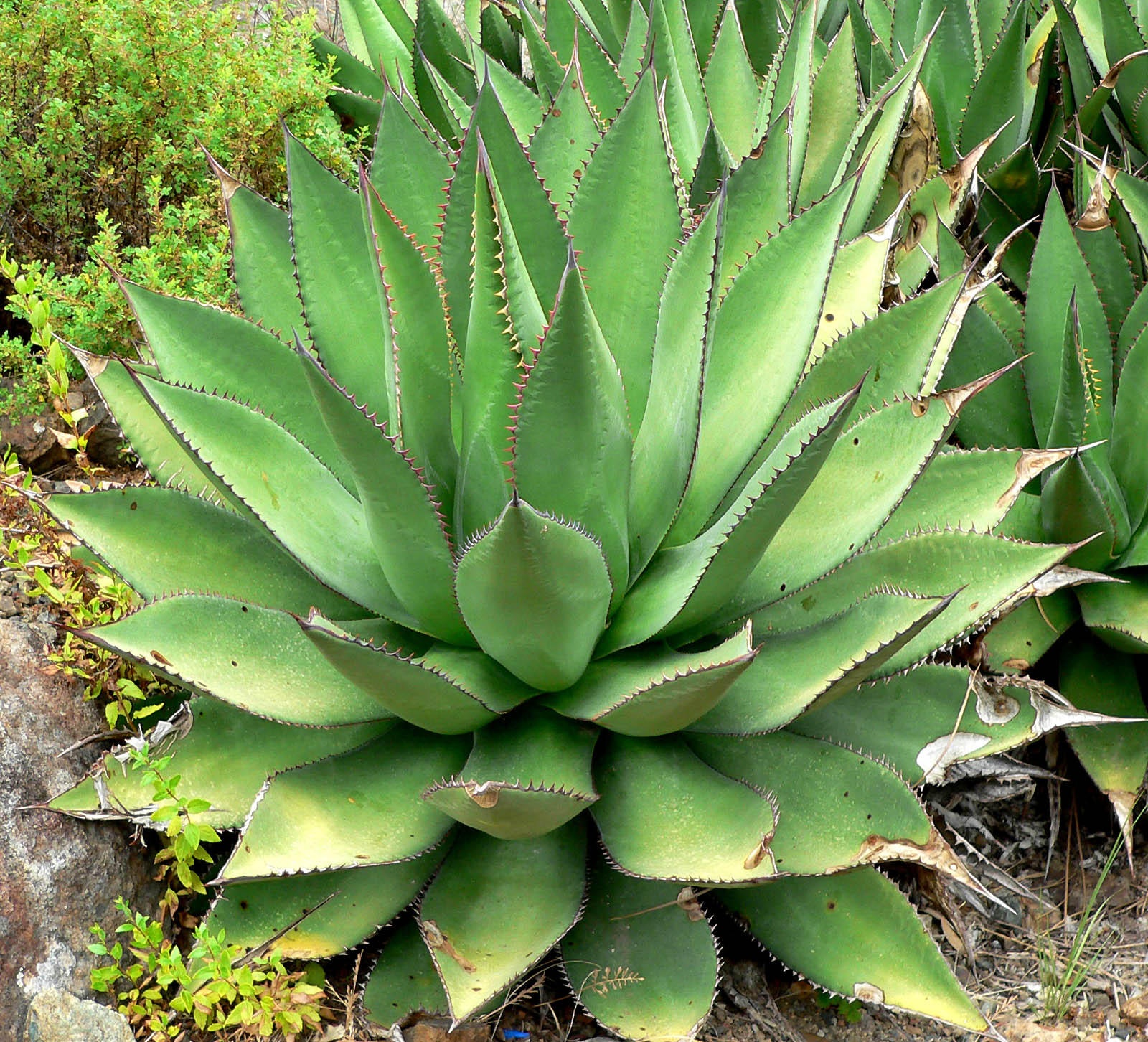
Agave shawii
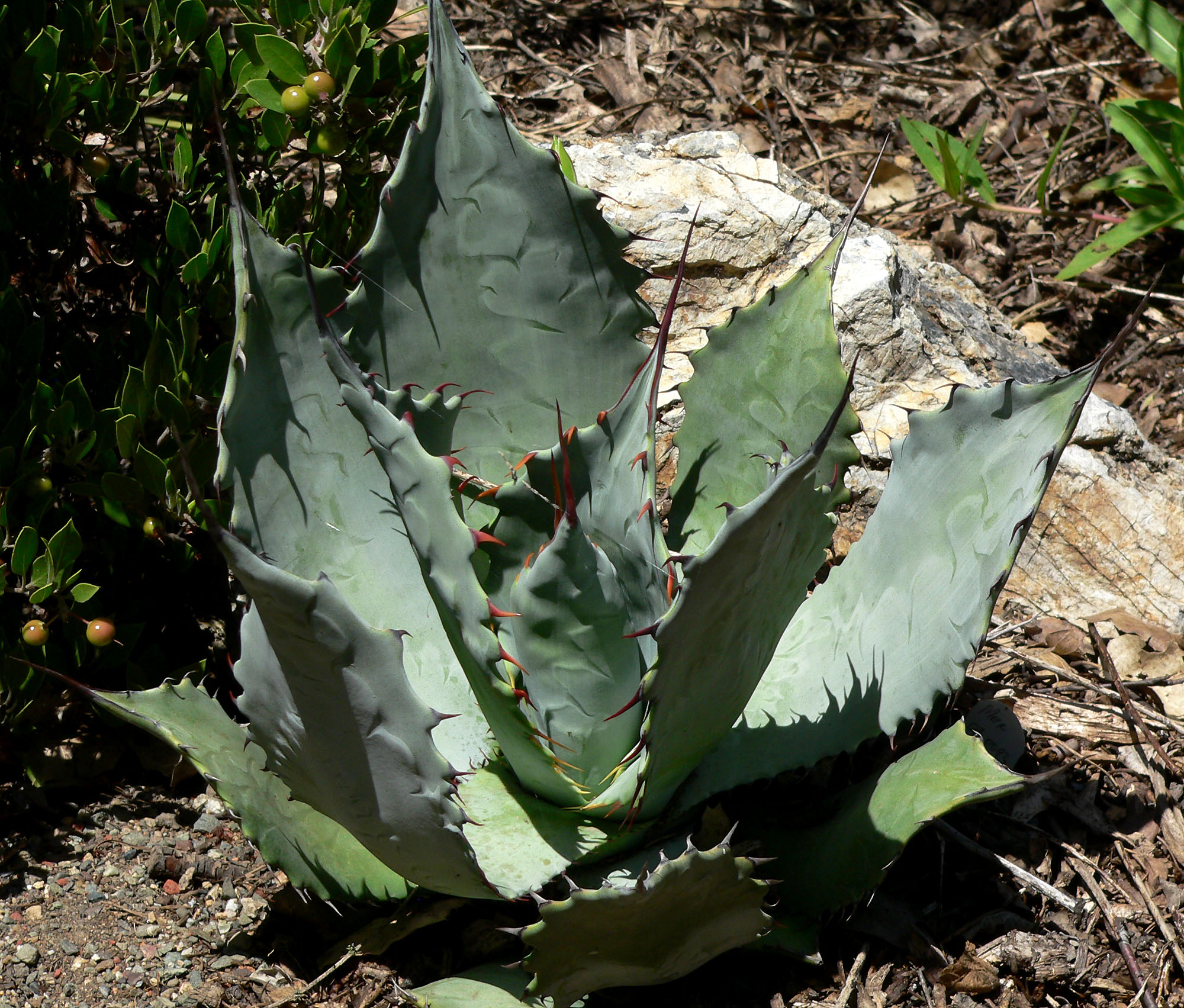
Agave shrevei
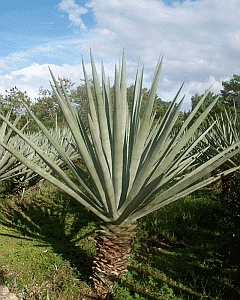
Agave sisalana
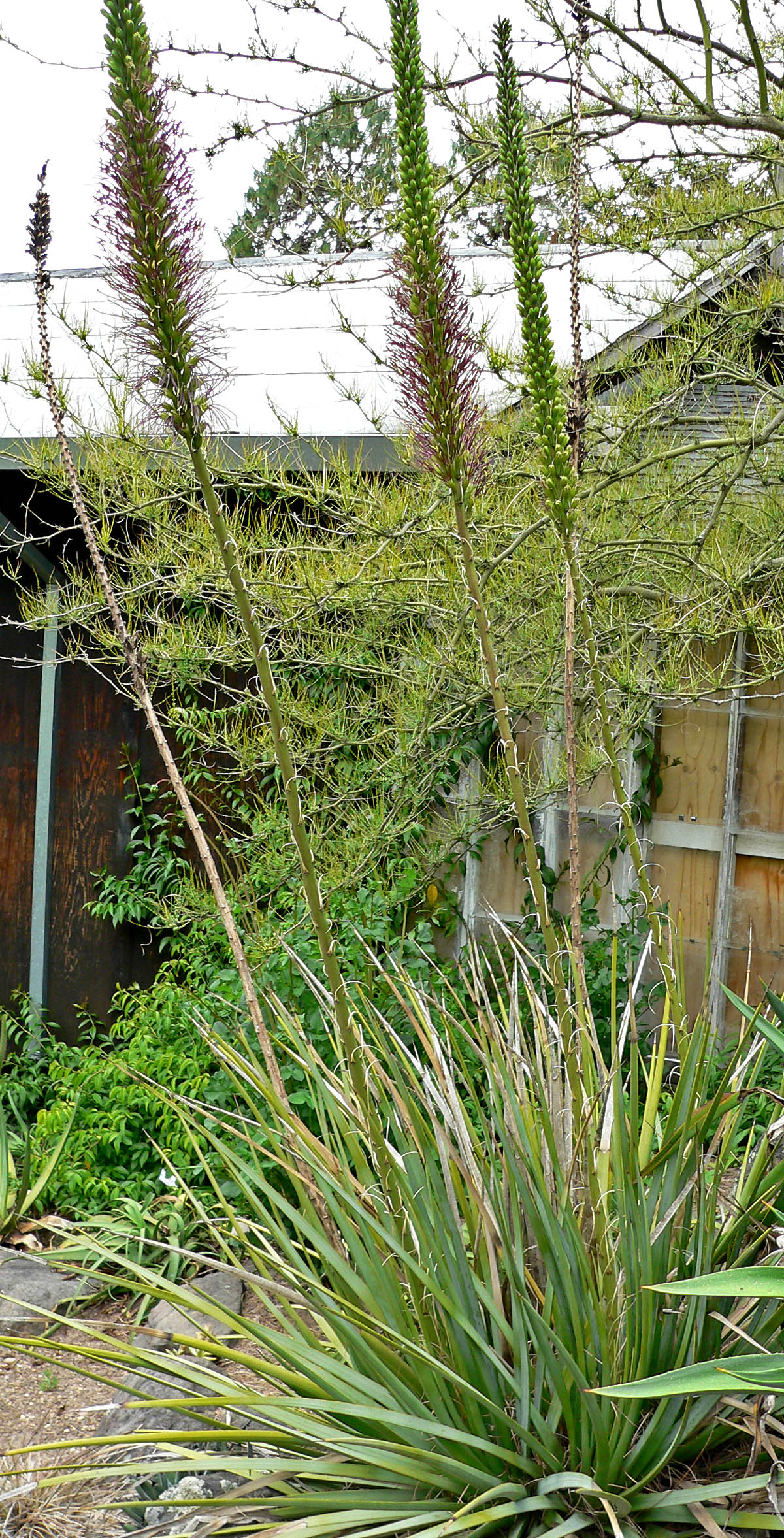
Agave striata
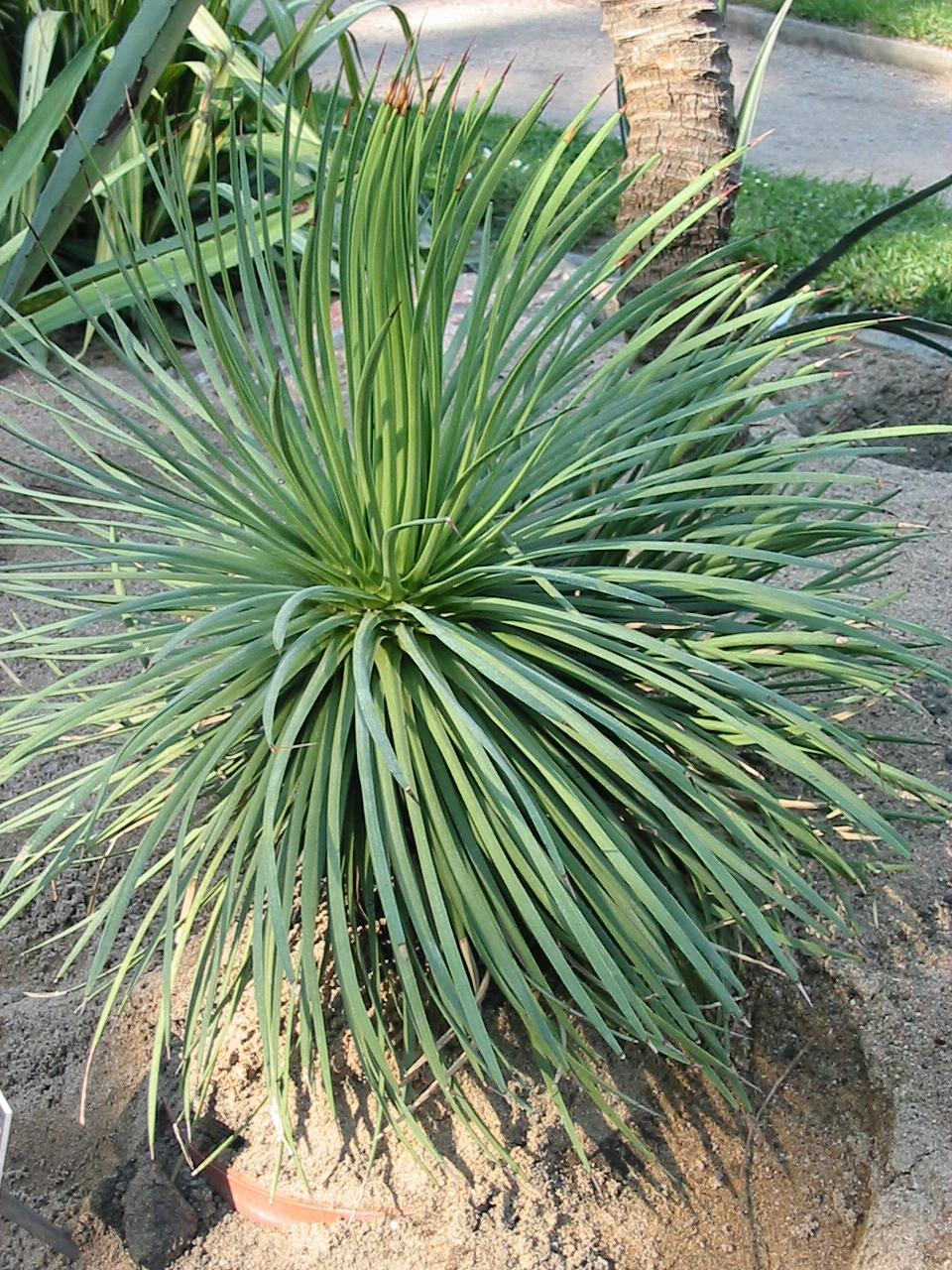
Agave stricta
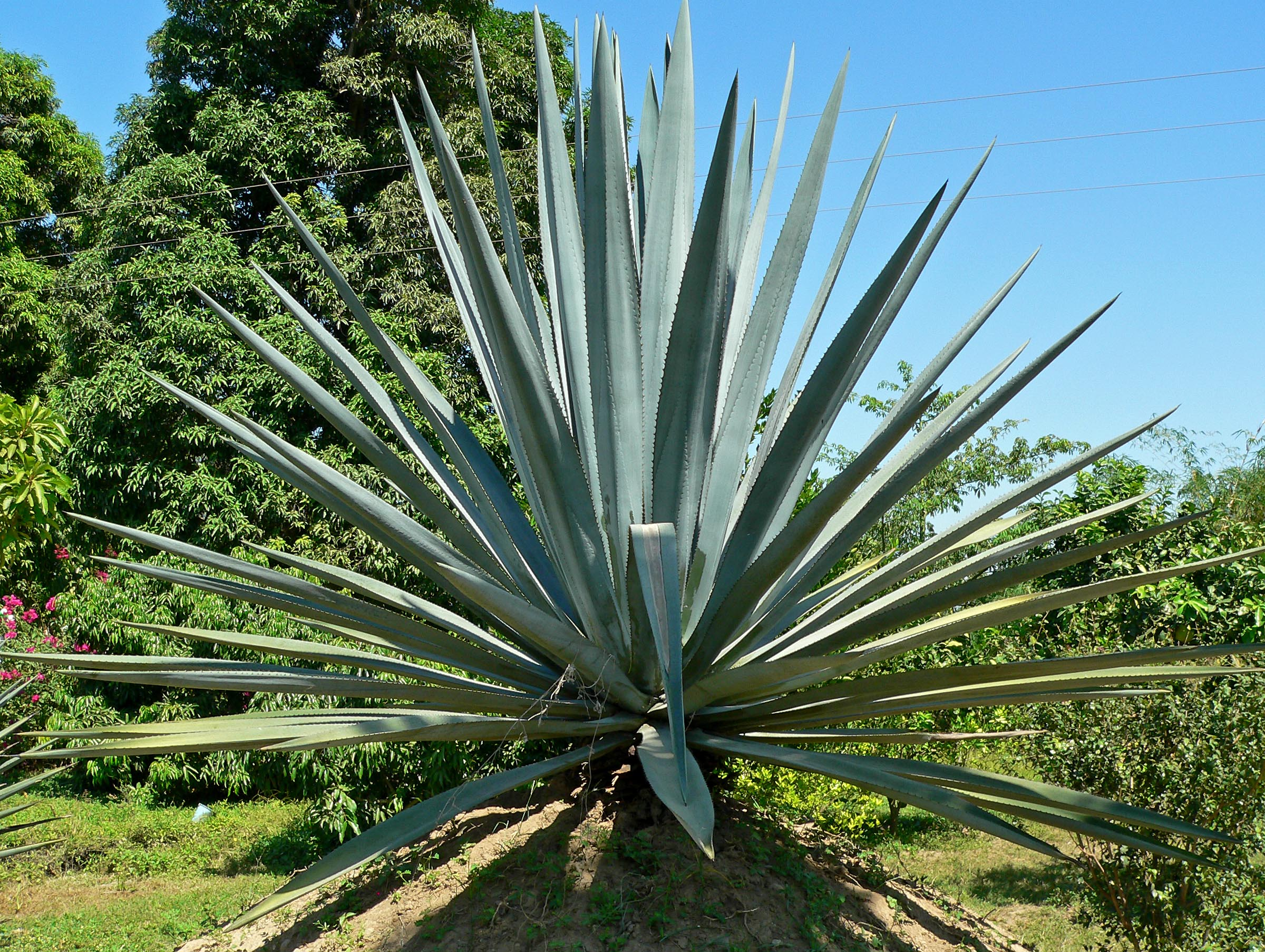
Agave tequilana
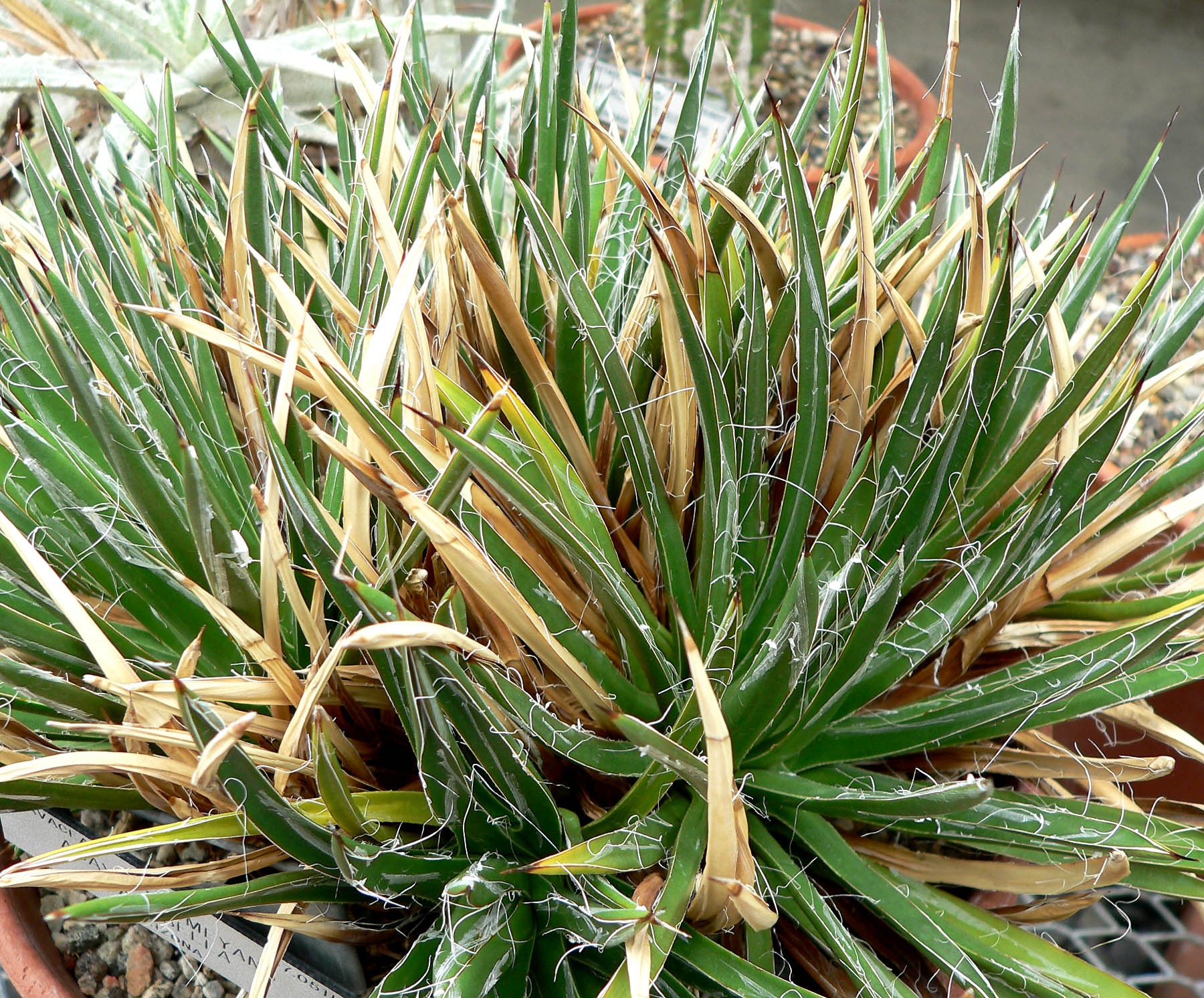
Agave toumeyana
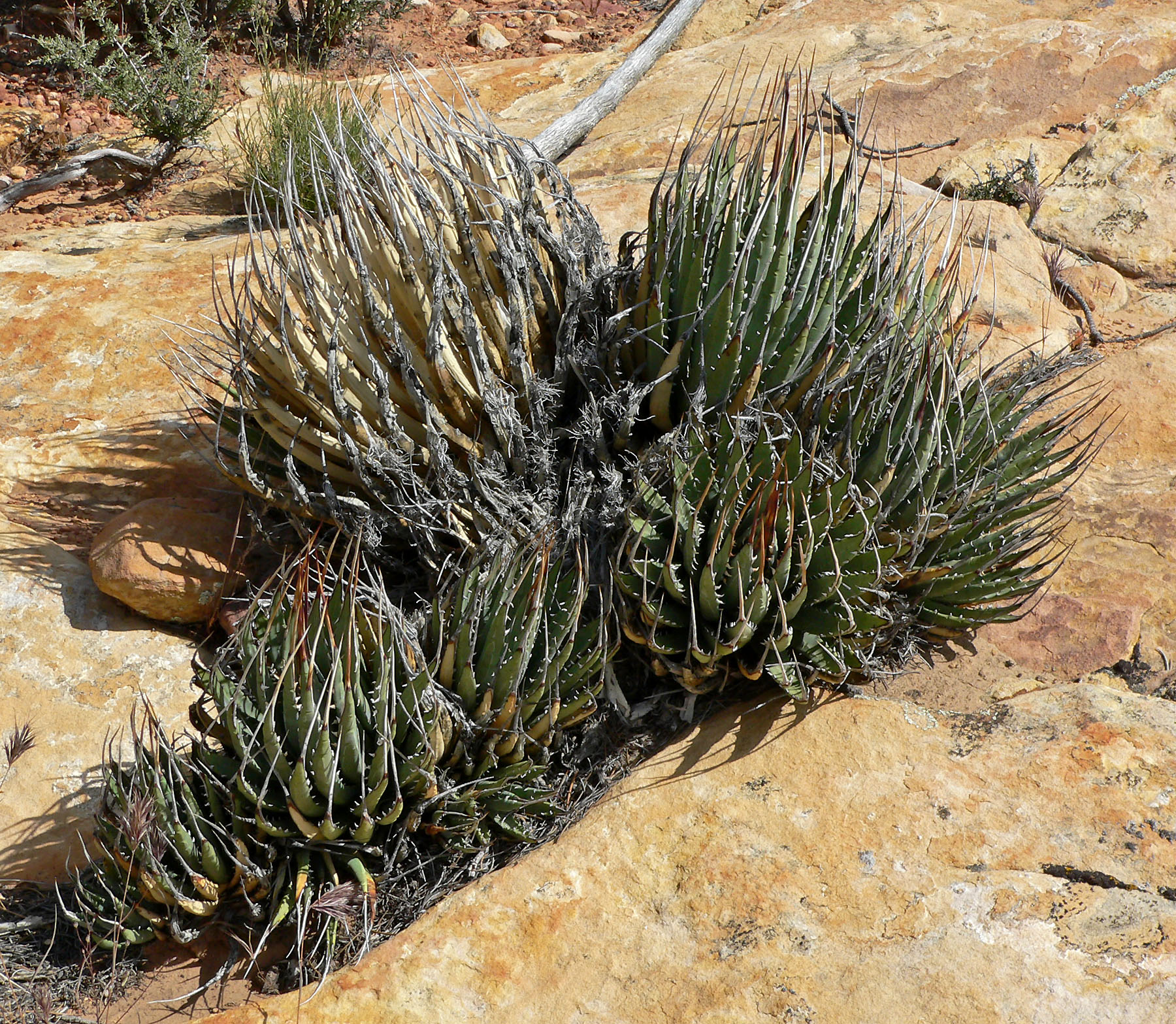
Agave utahensis
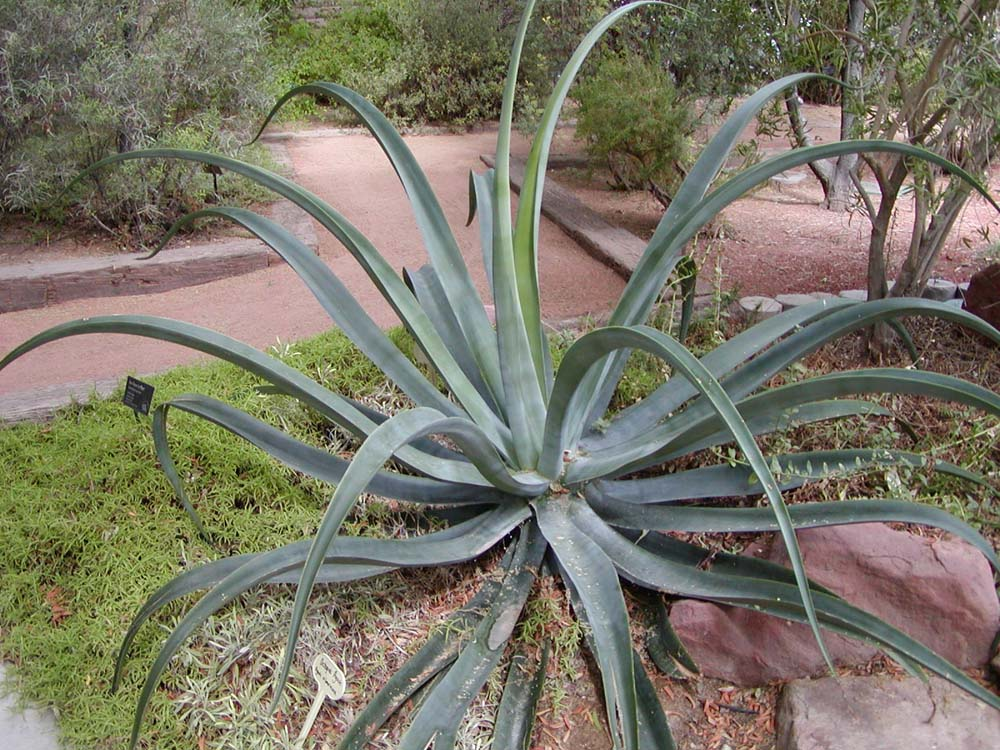
Agave vilmoriniana
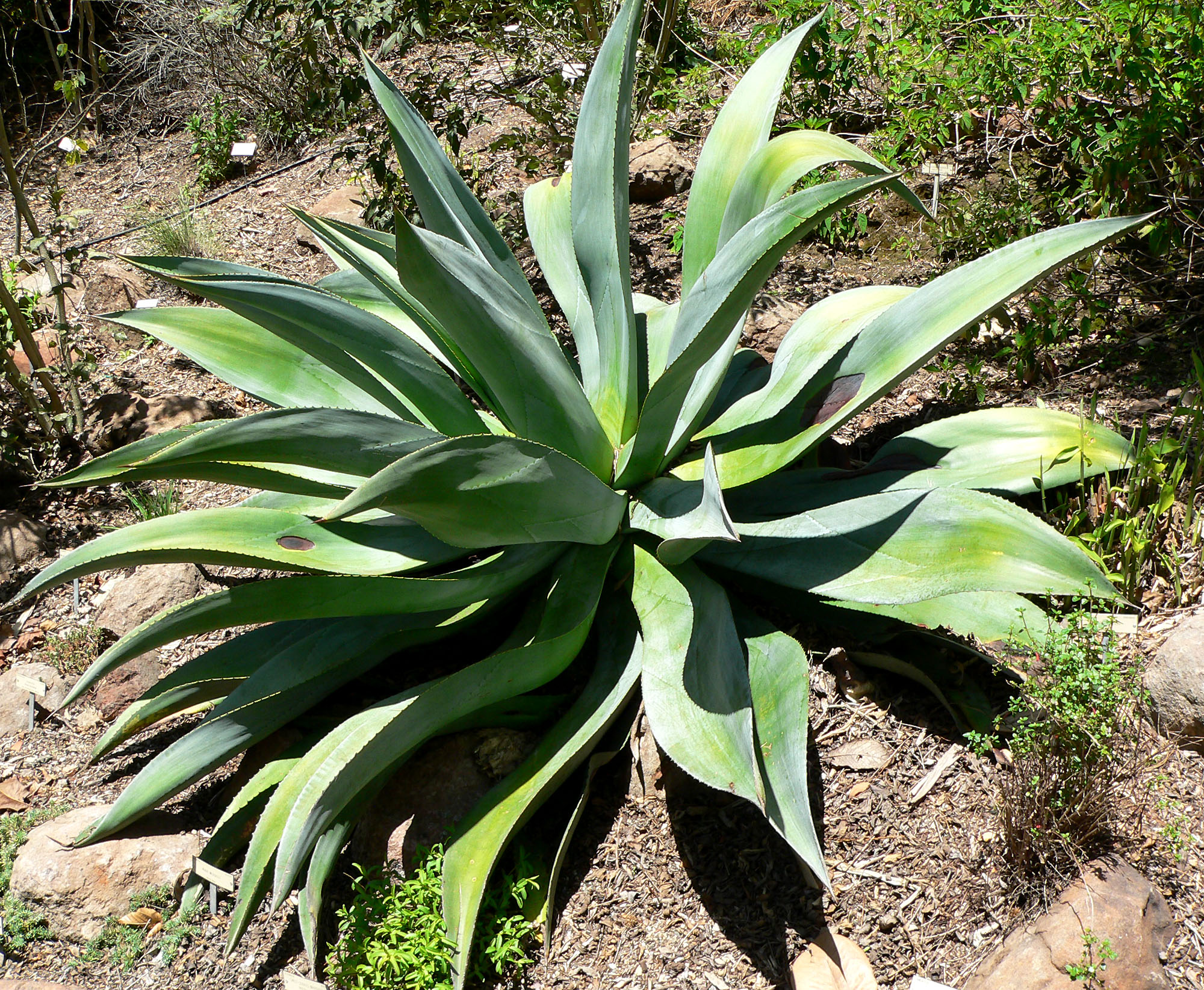
Agave wercklei
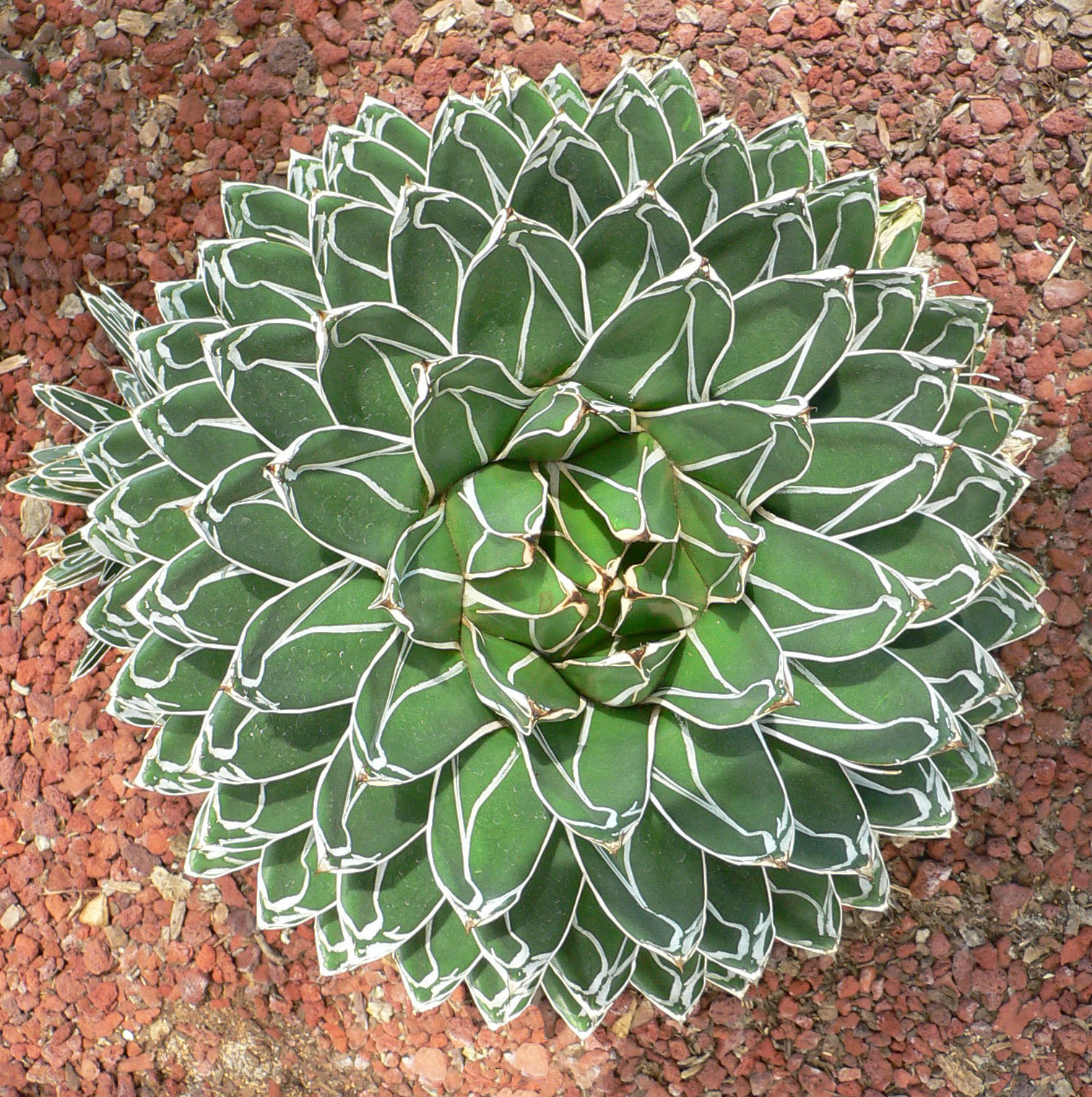
Agave victoriae-reginae
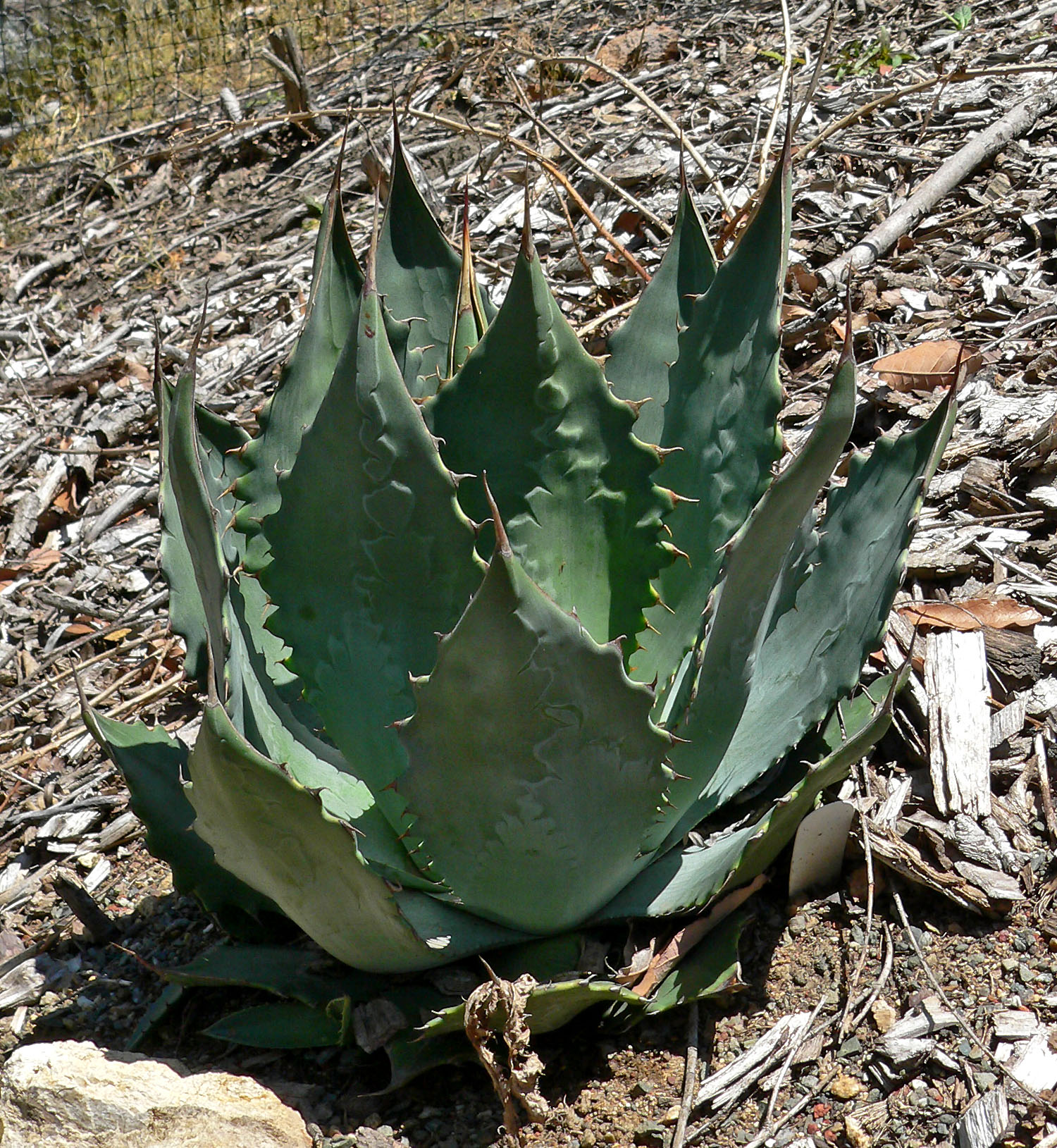
Agave wocomahi
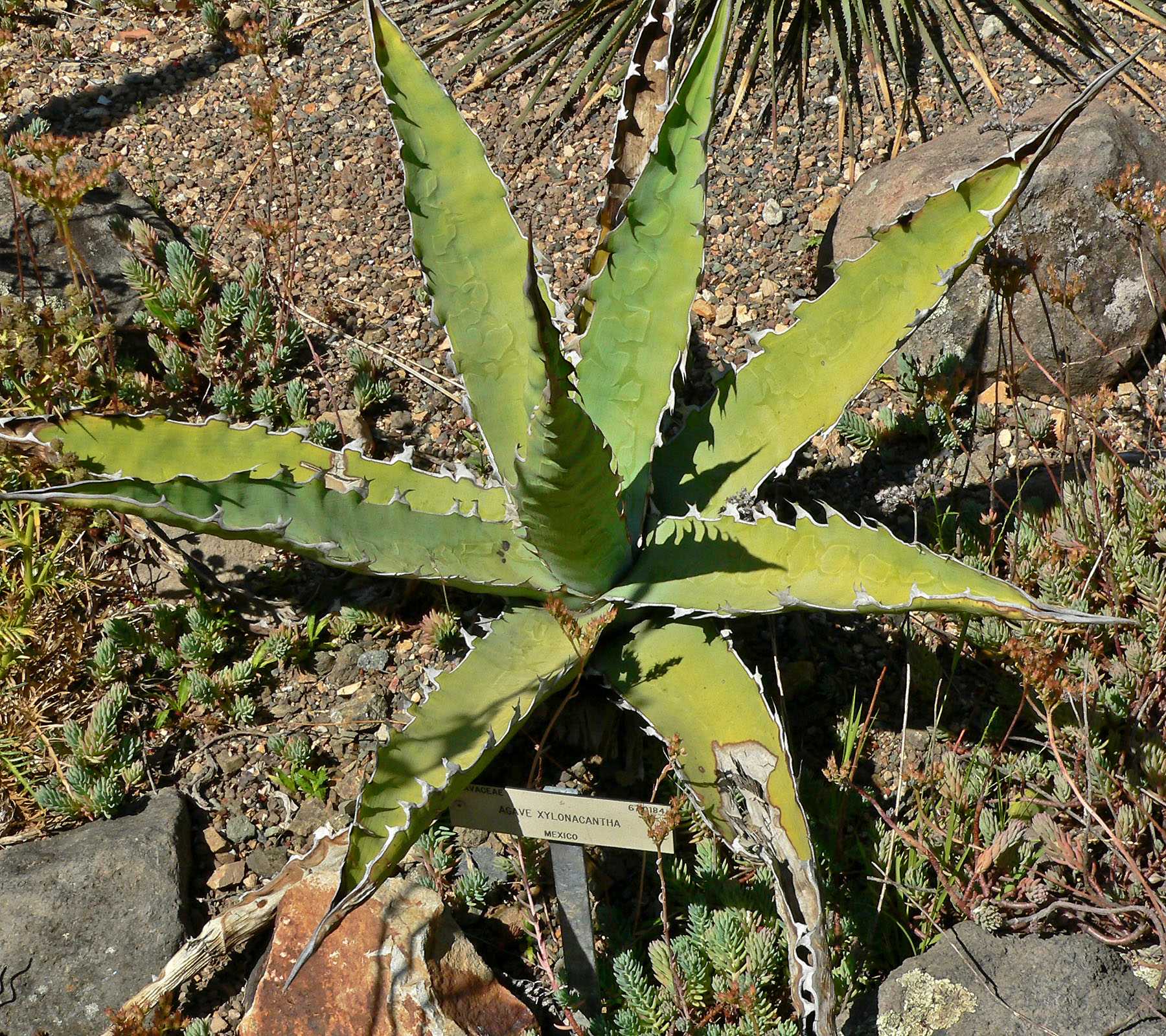
Agave xylonacantha
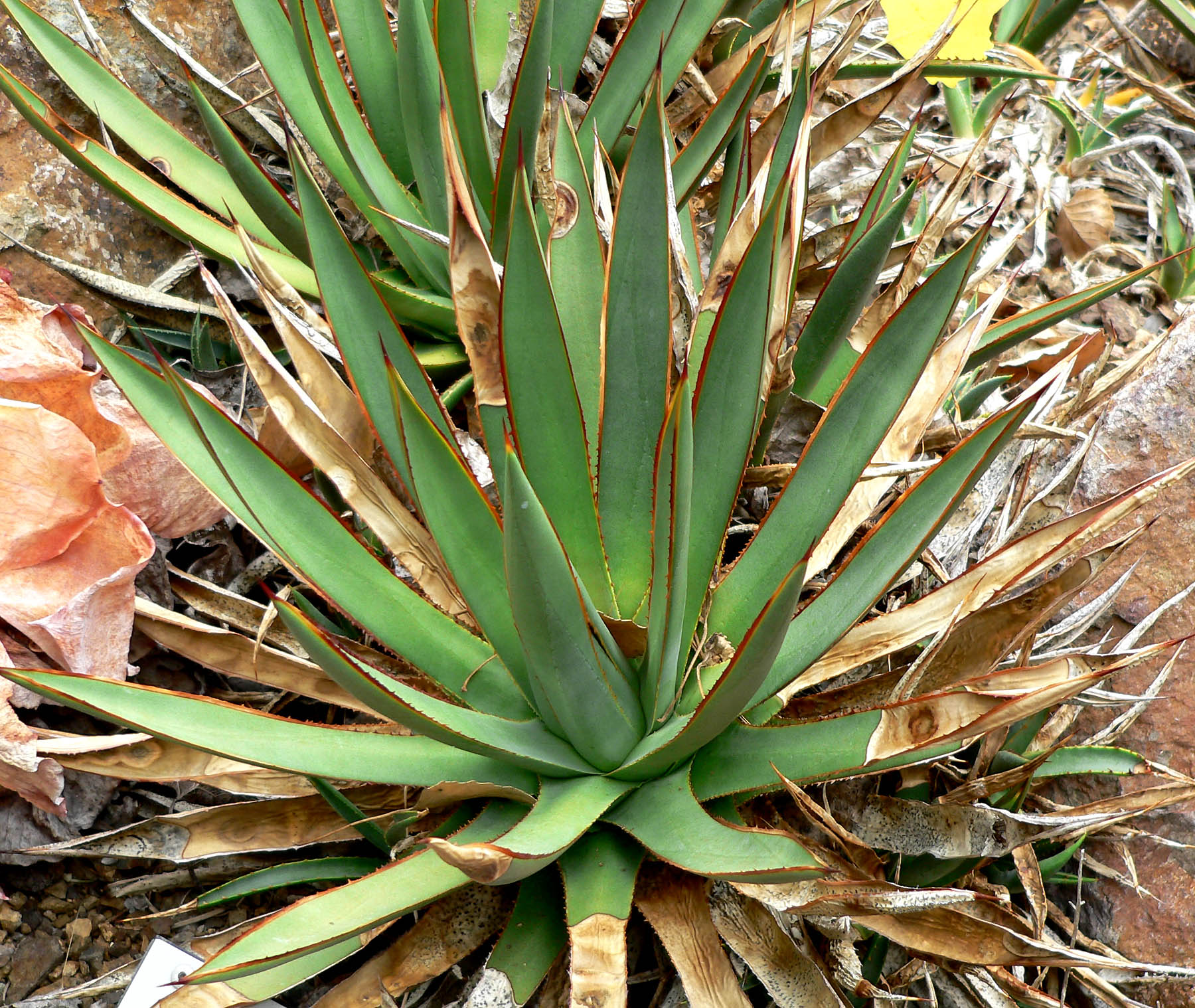
Agave ×arizonica